# Rennrodel-Weltmeisterschaften 2023
Die 51. Rennrodel-Weltmeisterschaften wurden vom 27. bis 29. Januar 2023 auf der Rennrodelbahn im deutschen Oberhof ausgetragen.
Die von der Fédération Internationale de Luge organisierten interkontinentalen Titelkämpfe fanden nach 1973, 1985 und 2008 zum vierten Mal auf der Thüringer Bahn statt. Es wurden Wettbewerbe in den Einsitzern für Männer und Frauen, dem Doppelsitzer für Männer und Frauen, der Disziplin der Teamstaffel sowie im Sprint der Einsitzer für Männer, Frauen und Doppelsitzer für Männer und Frauen ausgetragen. Mit der Einführung der getrennten Wettbewerbe im Doppelsitzer für Männer und Frauen zur Saison 2021/22 wurden diese erstmals bei den Weltmeisterschaften ausgefahren. Abgesehen von der Teamstaffel und den Sprintwettbewerben fanden jeweils zwei Entscheidungsläufe statt.

## Vergabe

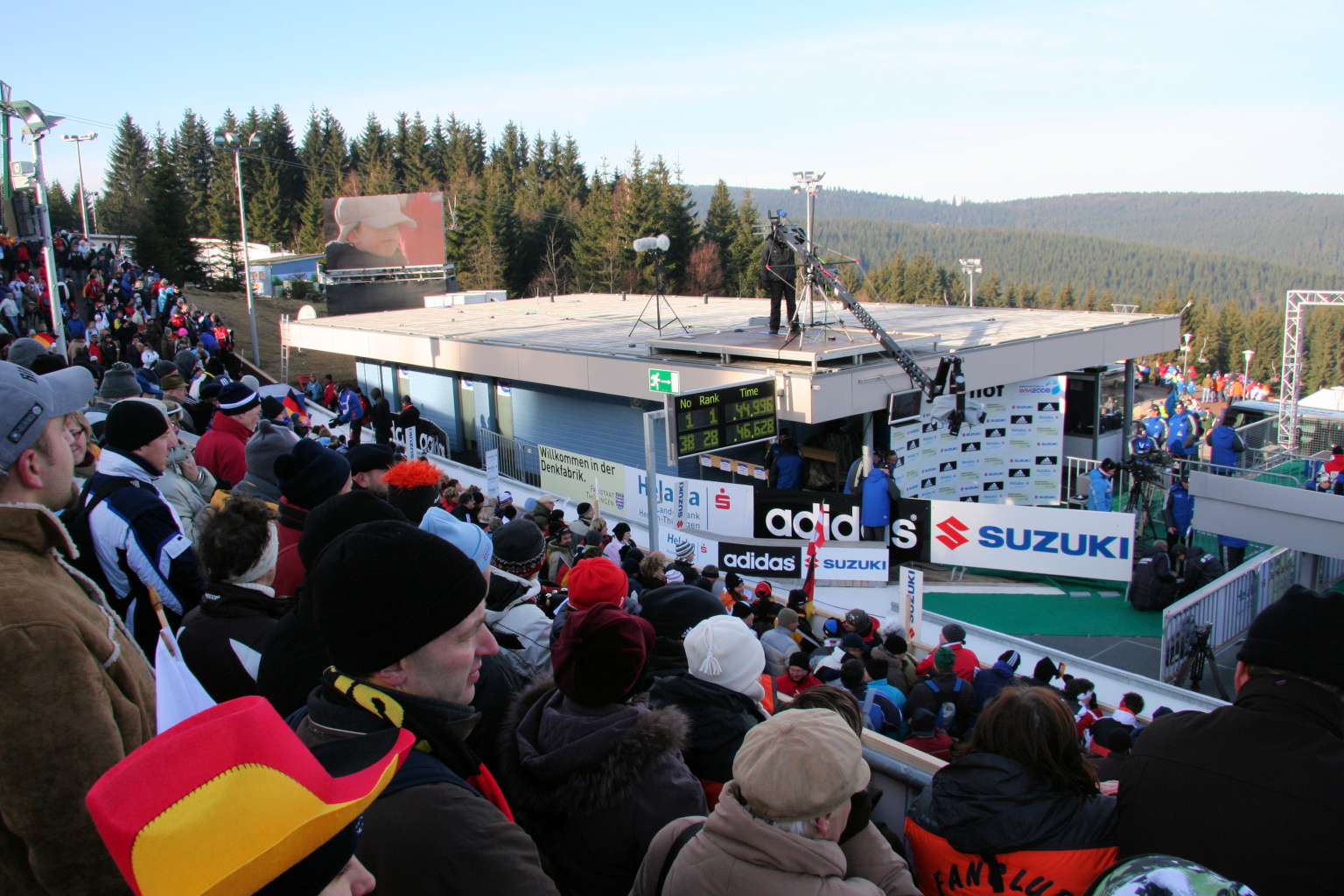
Rennrodel-Weltmeisterschaften 2008 auf der Rennrodelbahn Oberhof

Streckenplan der Rennrodelbahn Oberhof

Oberhof hatte sich gemeinsam mit dem kanadischen Calgary um die Ausrichtung der 50. Rennrodel-Weltmeisterschaften im Jahr 2021 beworben, war jedoch beim 65. Jahrkongress des Weltverbandes FIL im rumänischen Constanța (Juni 2017) unterlegen.
Im Herbst 2018 hatte Oberhof den Zuschlag für die Biathlon-Weltmeisterschaften 2023 erhalten und gab in der Folge die erneute Bewerbung um die Rennrodel-Weltmeisterschaften bekannt. Auf dem 67. Jahrkongress des Weltverbandes Fédération Internationale de Luge de Course in Ljubljana erhielt Oberhof, einziger Bewerber um die Ausrichtung der Weltmeisterschaften, einstimmig den Zuschlag als Ausrichter. Im Vorbereitung der Weltmeisterschaften fand eine umfassende Modernisierung der Bahn statt, in deren Rahmen auch eine zweite Bahnstraße gebaut wurde.

## Titelverteidiger
Bei den vergangenen Weltmeisterschaften 2021 auf der Kunsteisbahn am Königssee siegten Julia Taubitz im Frauen-Einsitzer, Roman Repilow im Männer-Einsitzer sowie das Doppelsitzerpaar Toni Eggert und Sascha Benecken. Im Doppelsitzer der Frauen wurde die 1. Weltmeisterschaft 2022 in Winterberg ausgetragen. Es siegten Jessica Degenhardt und Cheyenne Rosenthal.
- Julia Taubitz
- Roman Repilow
- Toni Eggert und Sascha Benecken
- Cheyenne Rosenthal und Jessica Degenhardt

In den Sprintwettbewerben siegten bei den vorangegangenen Weltmeisterschaften auf der ältesten Kunsteisbahn der Welt Julia Taubitz im Einsitzer der Frauen, Nico Gleirscher im Einsitzer der Männer sowie Tobias Wendl und Tobias Arlt im Doppelsitzerrennen. Ein Sprintwettbewerb wurde im Doppelsitzer der Frauen bisher nicht ausgetragen.

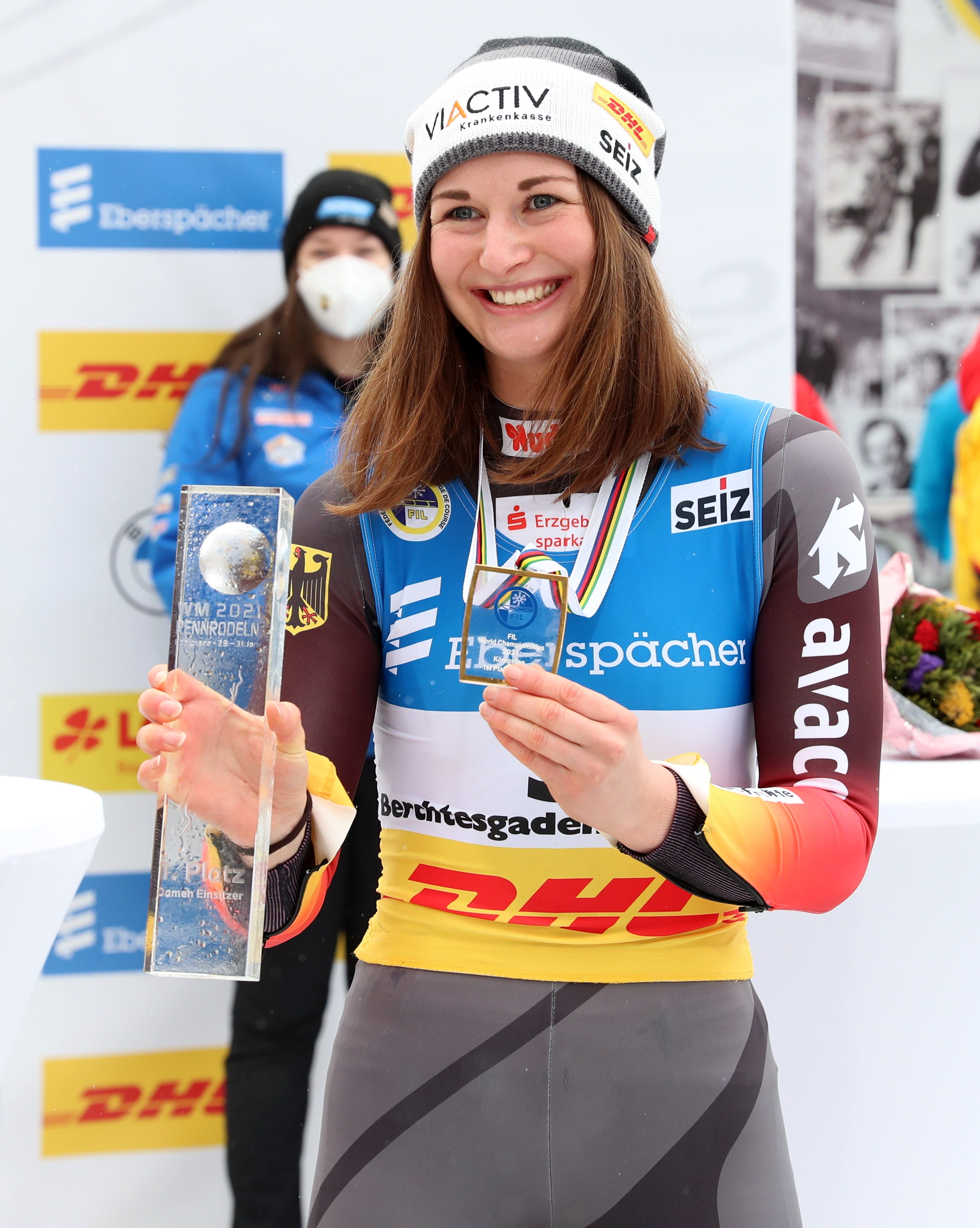
Julia Taubitz
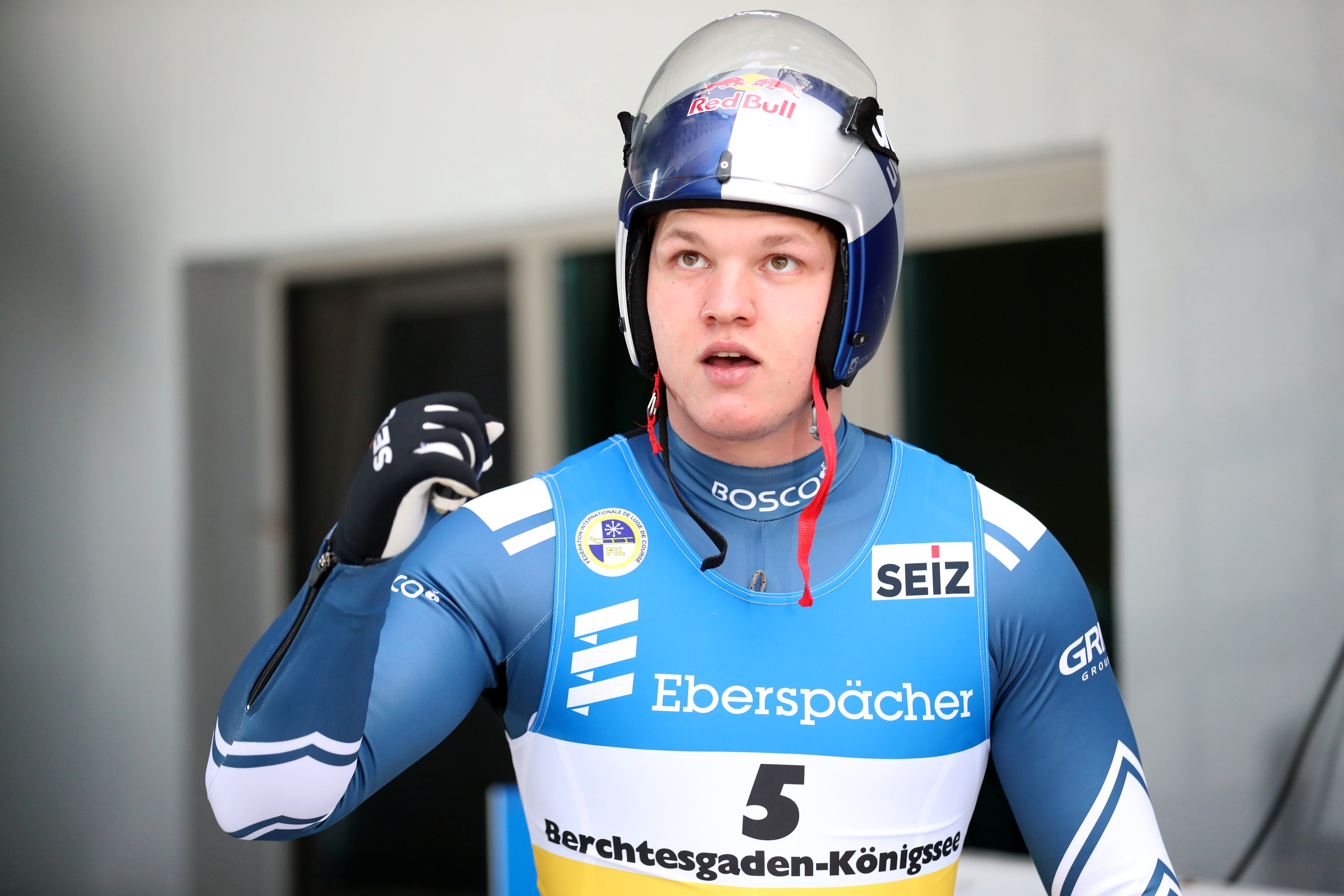
Roman Repilow
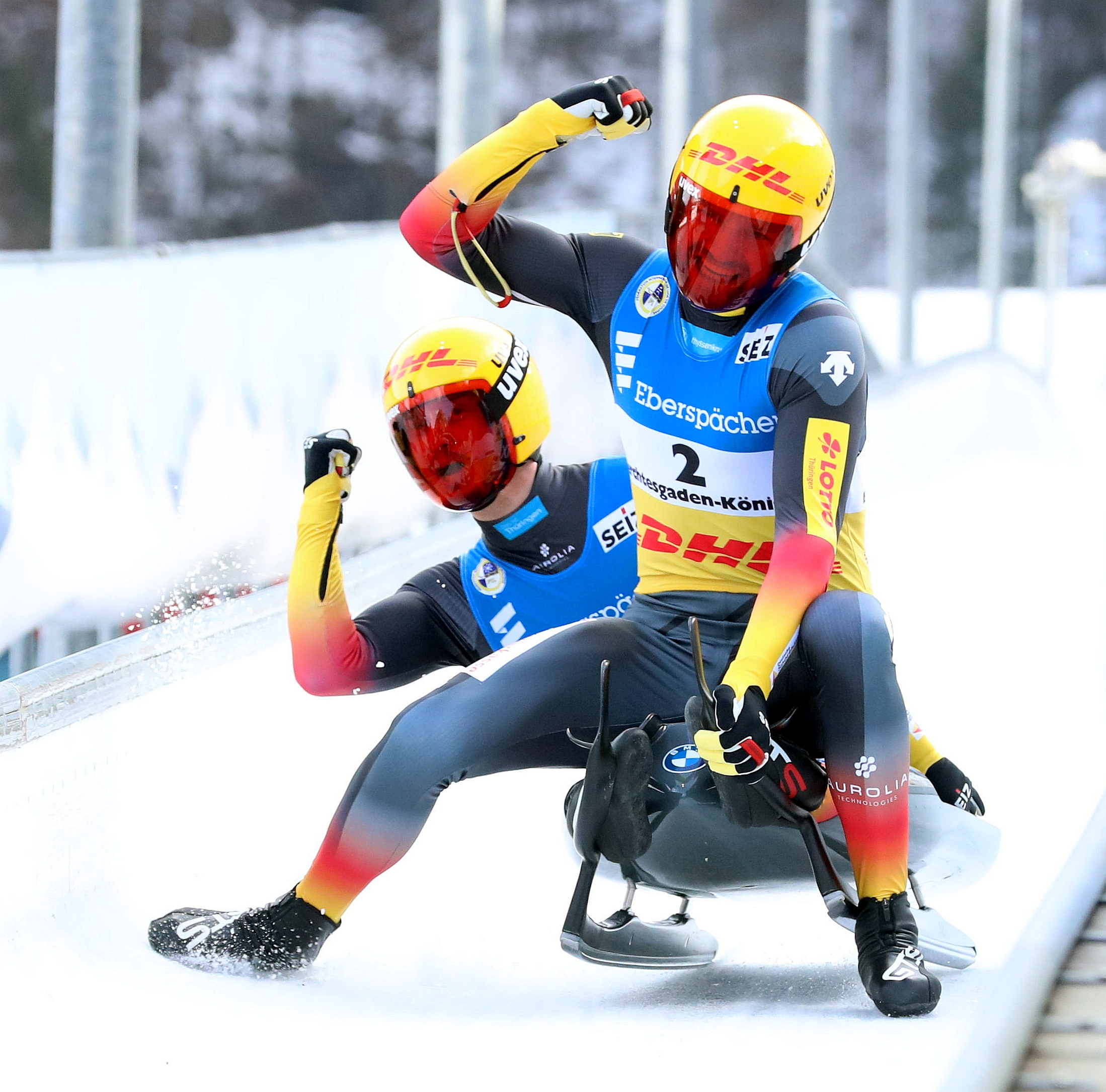
Toni Eggert und Sascha Benecken
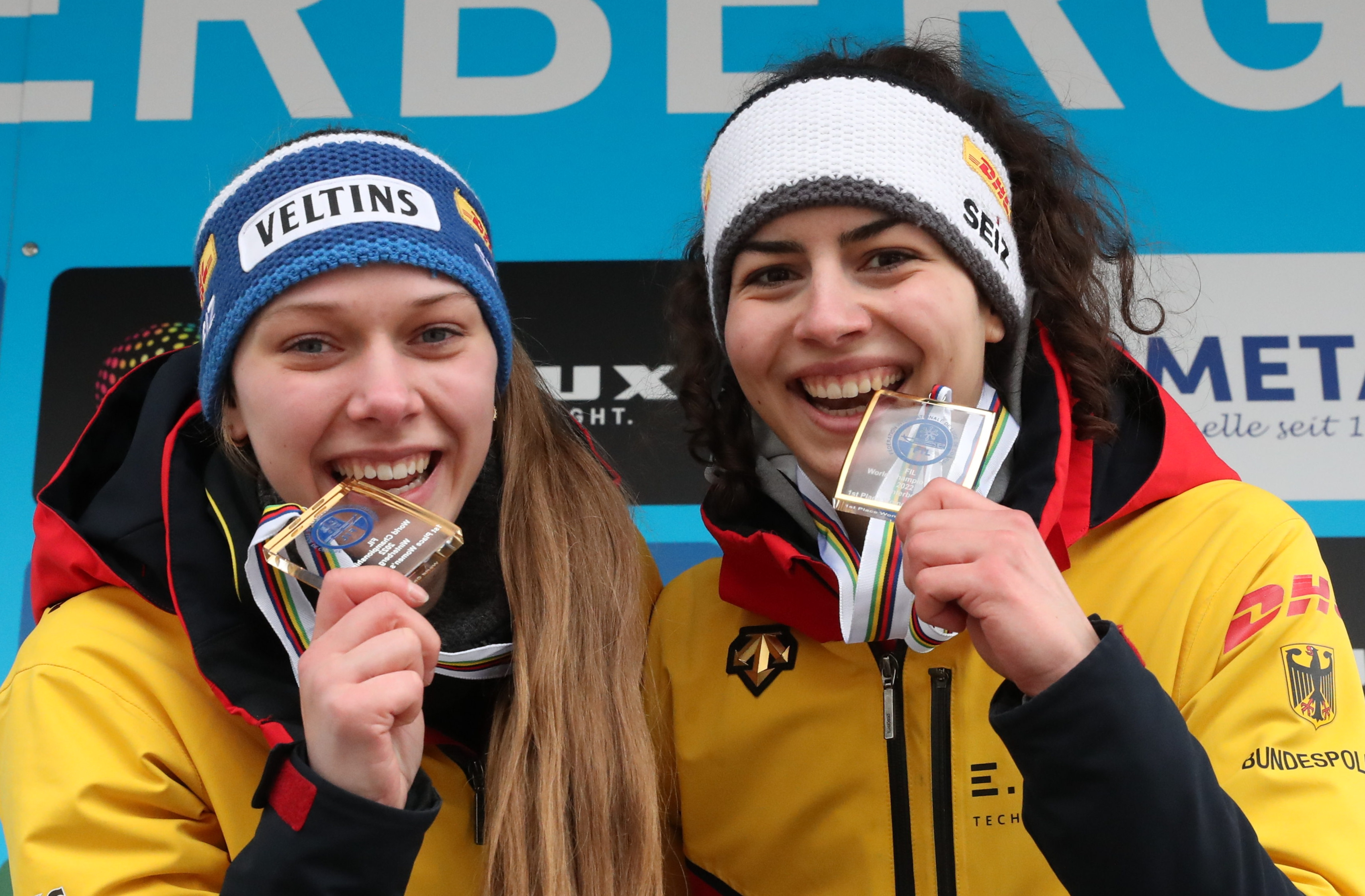
Cheyenne Rosenthal und Jessica Degenhardt

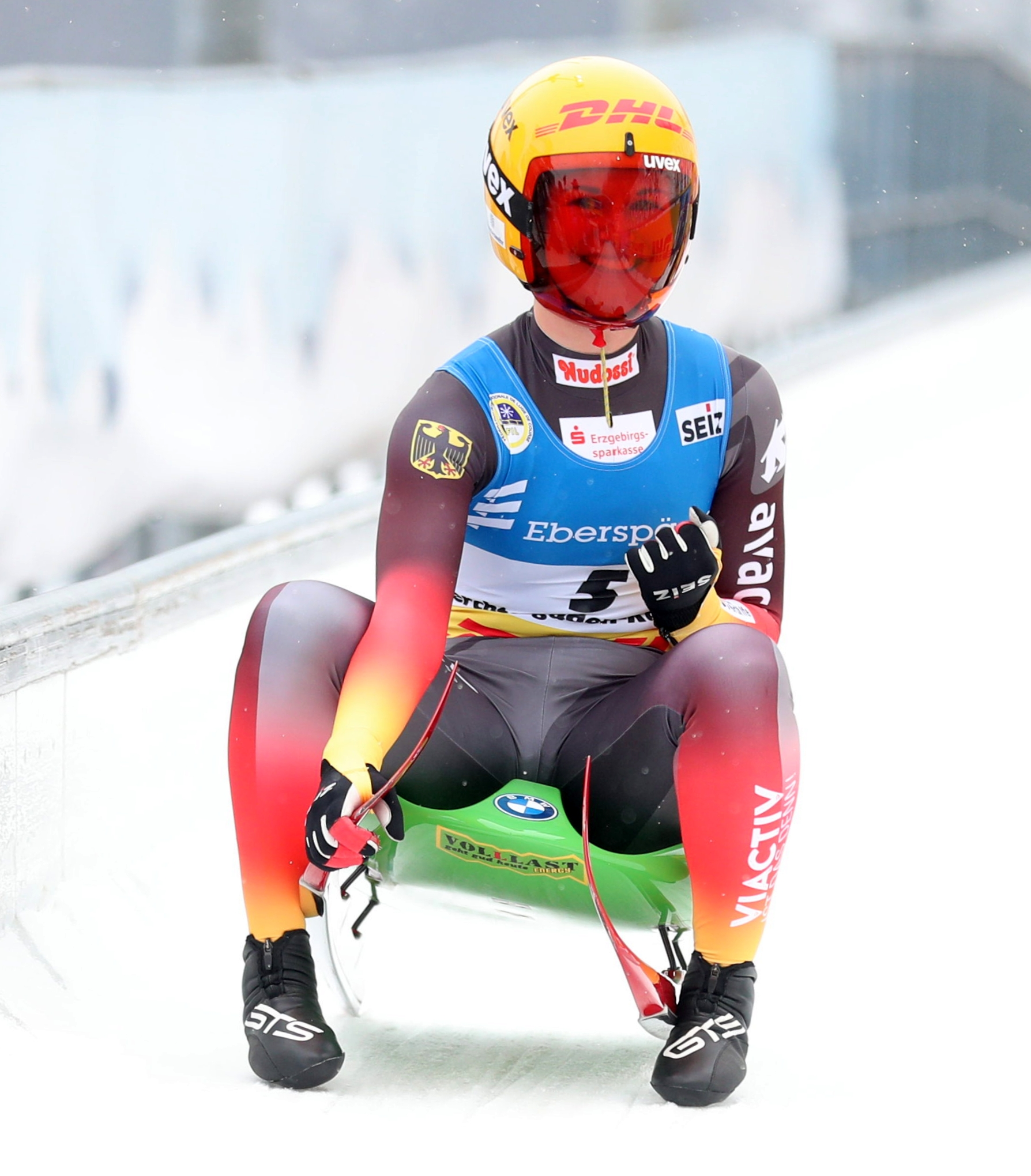
Julia Taubitz
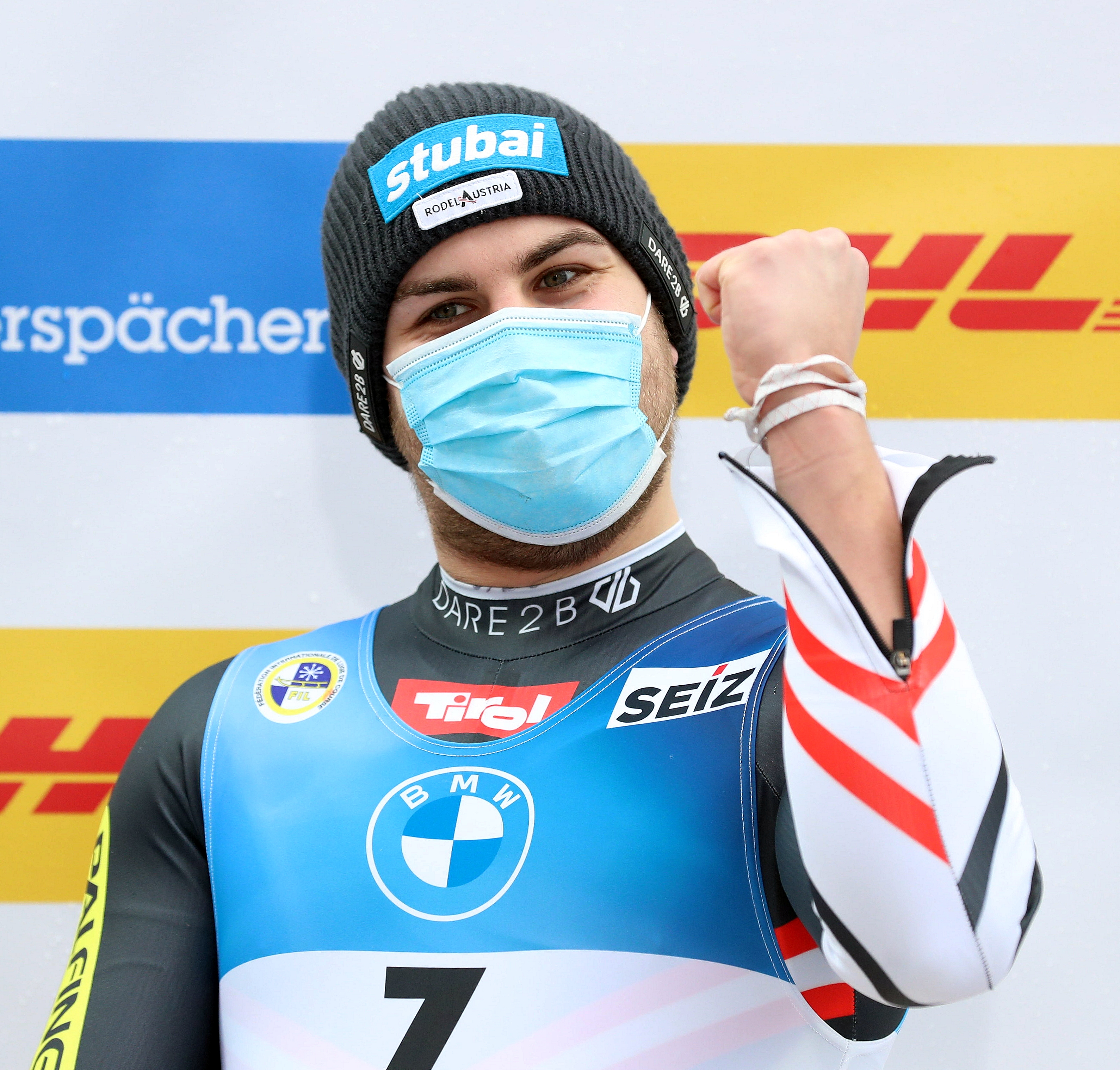
Nico Gleirscher
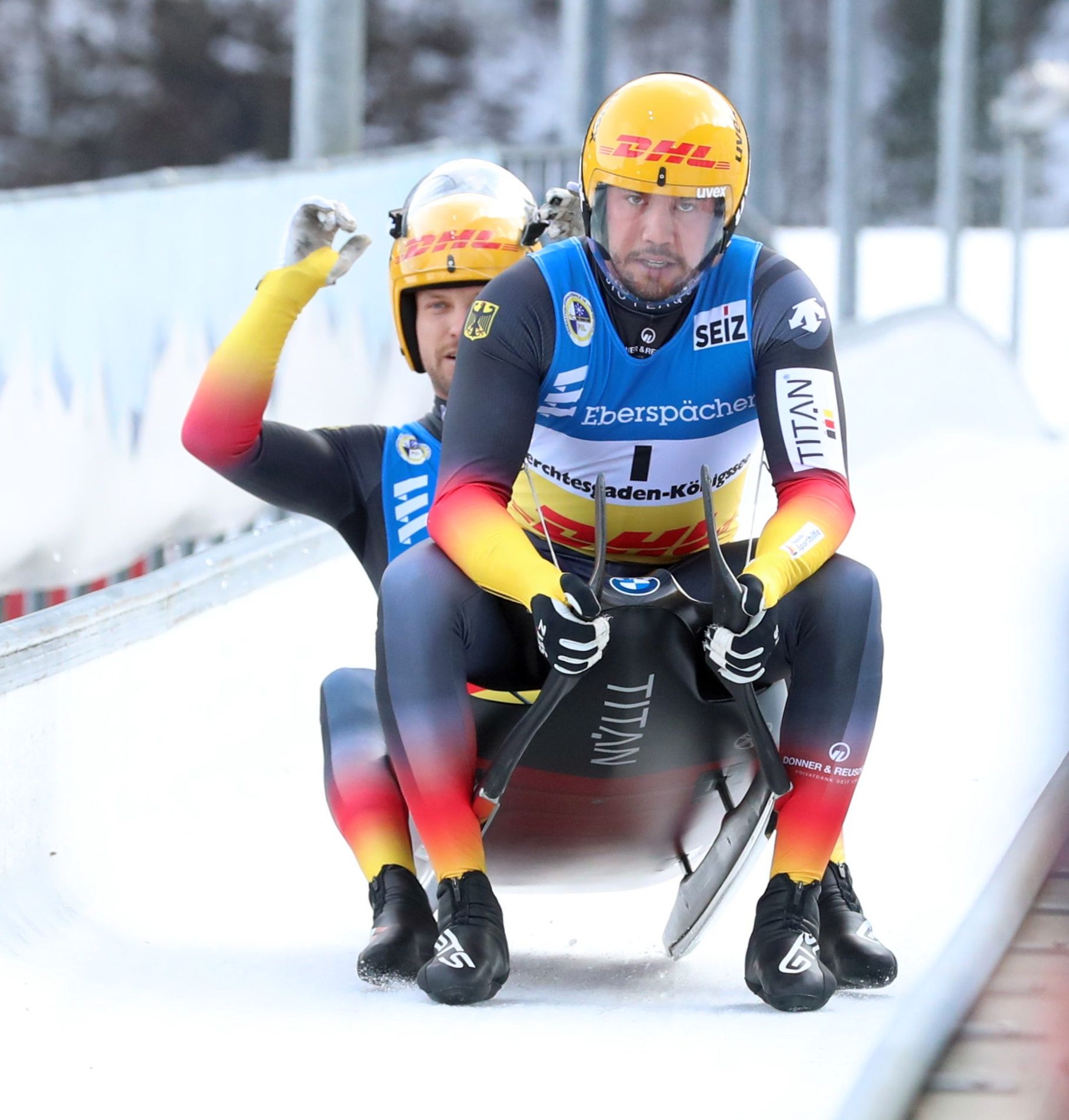
Tobias Wendl und Tobias Arlt

Im Teamstaffelwettbewerb siegte Österreich in der Besetzung Madeleine Egle, David Gleirscher und Thomas Steu/Lorenz Koller.

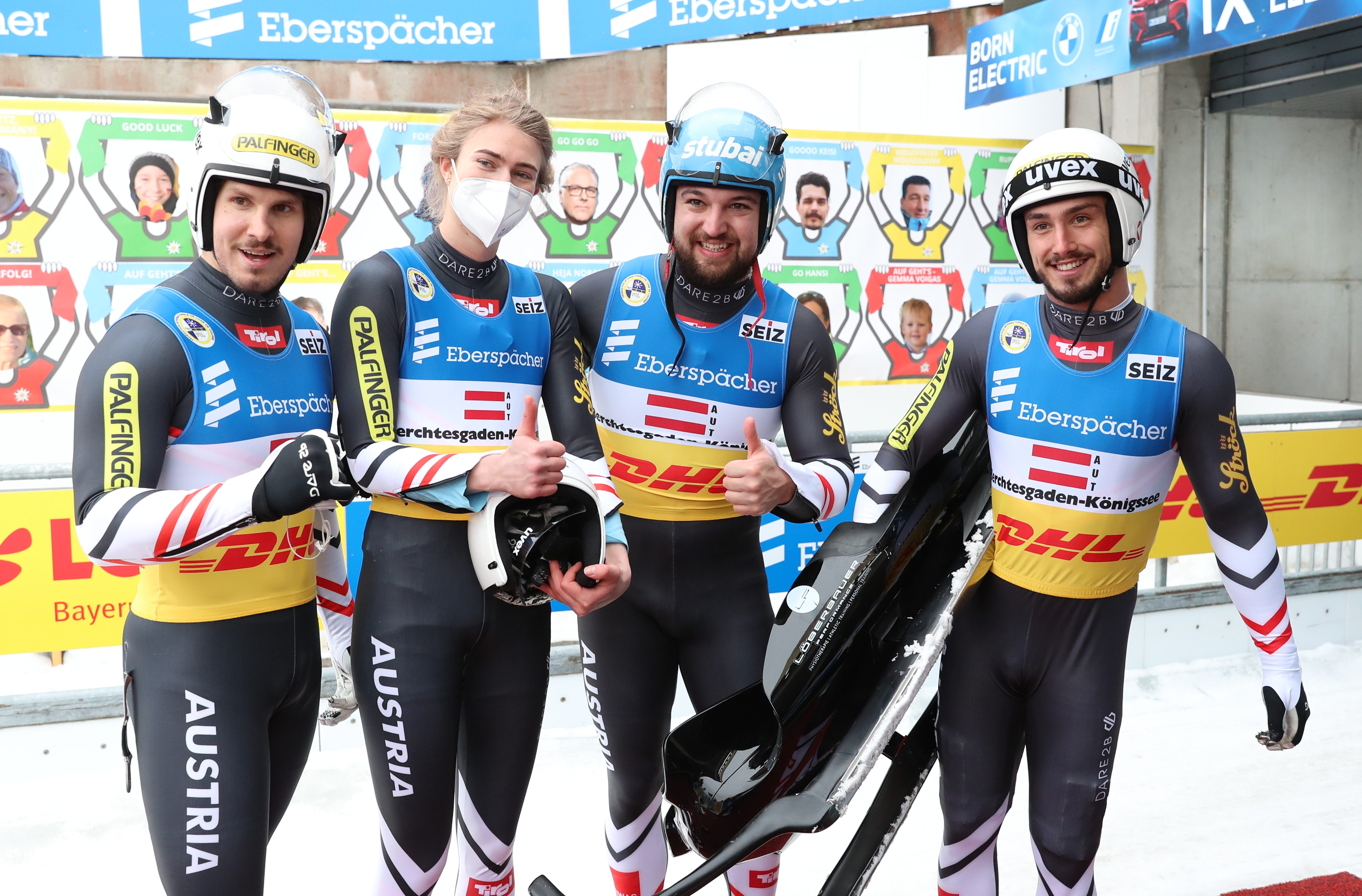
Teamstaffel Österreich
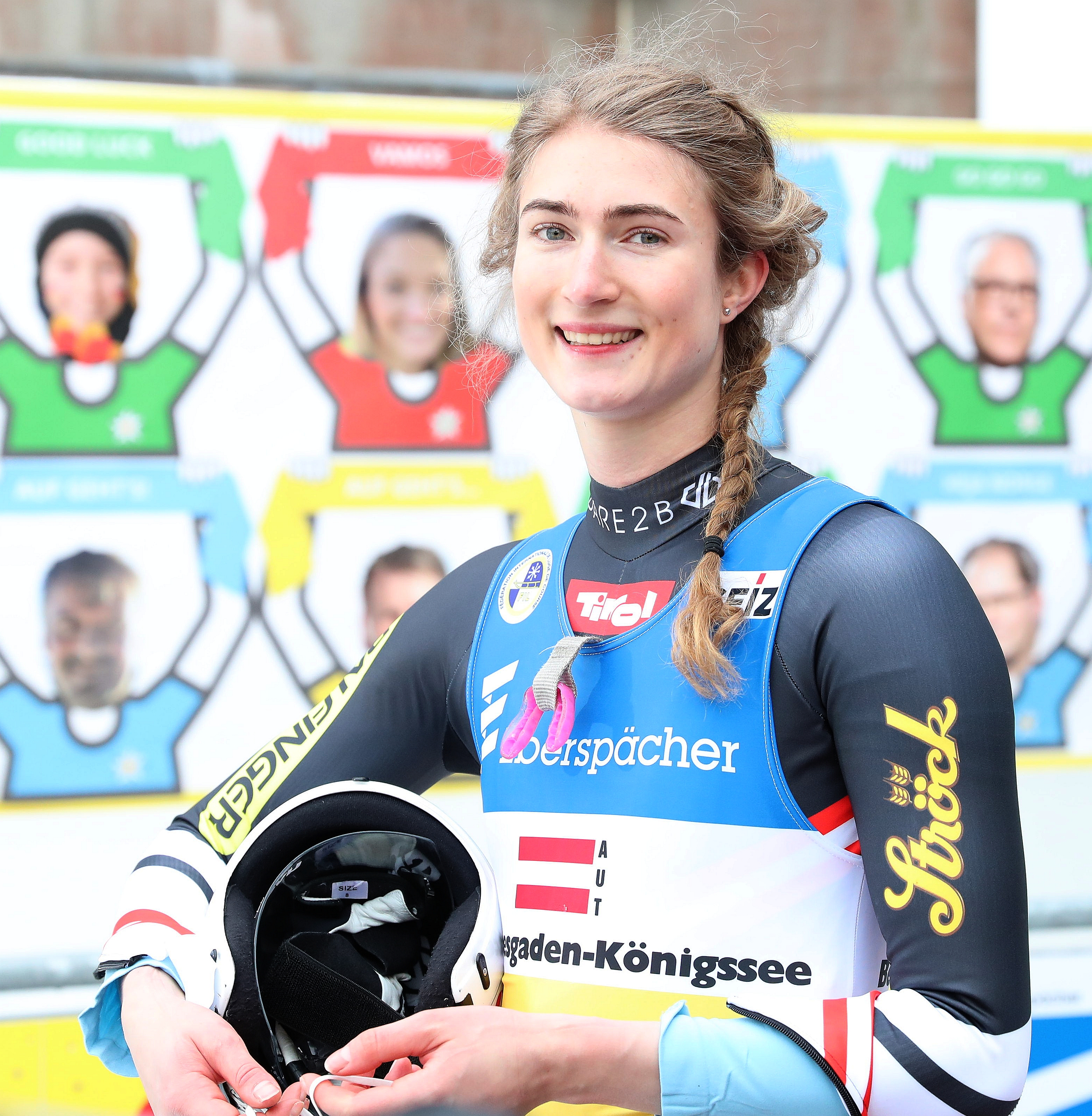
Madeleine Egle
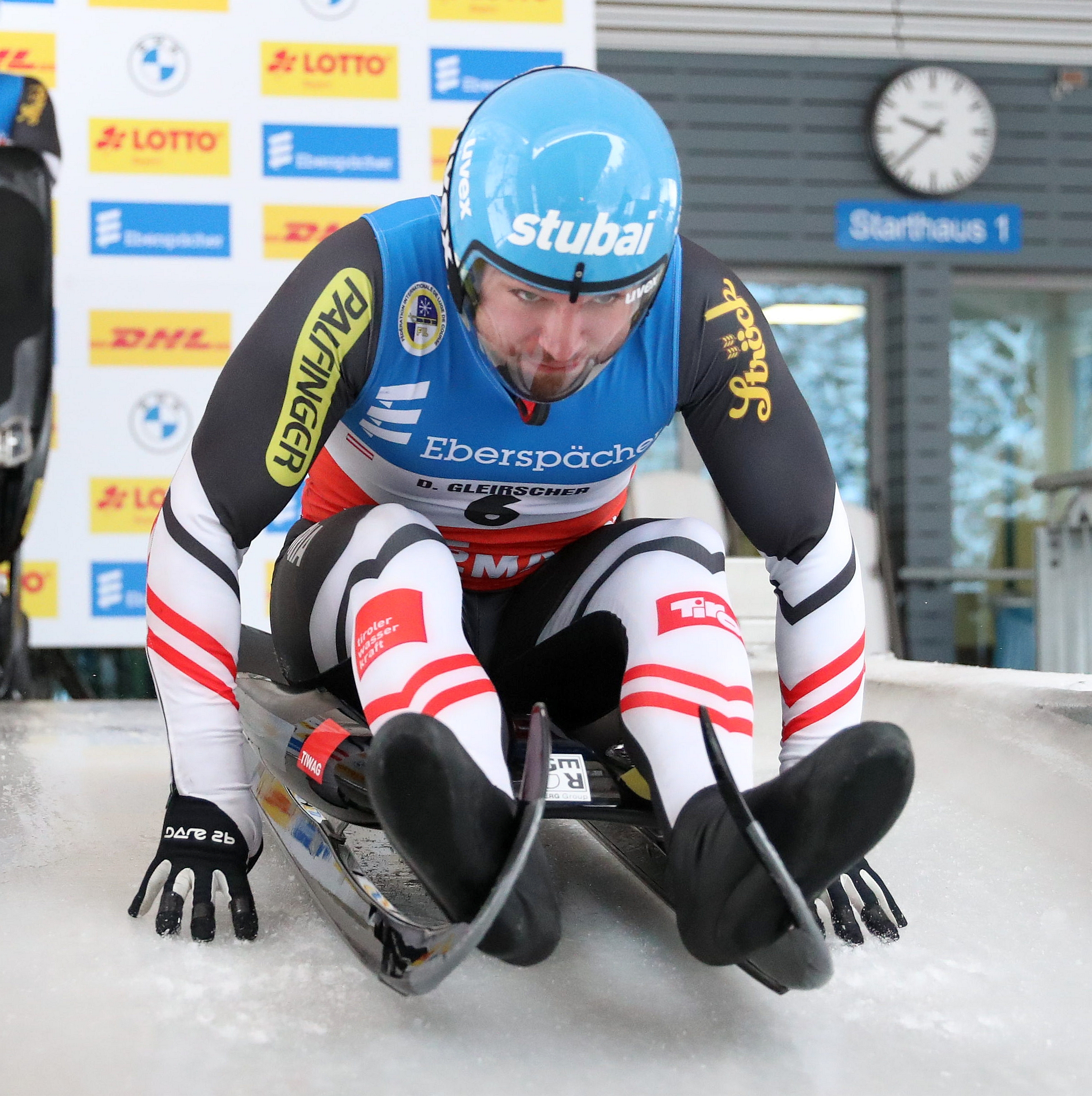
David Gleirscher
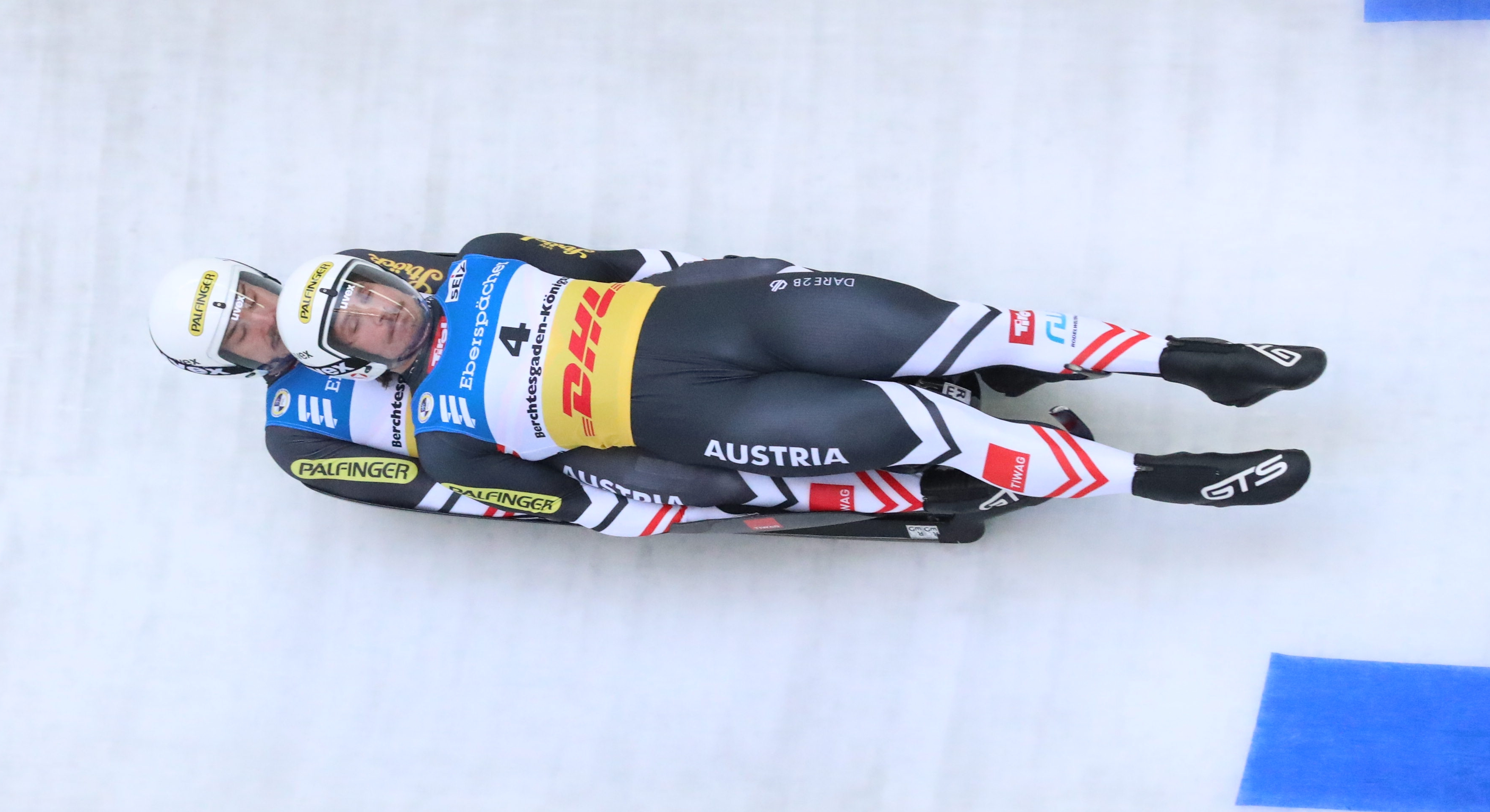
Thomas Steu und Lorenz Koller

## Ergebnisse

### Sprintwertungen

#### Einsitzer der Frauen

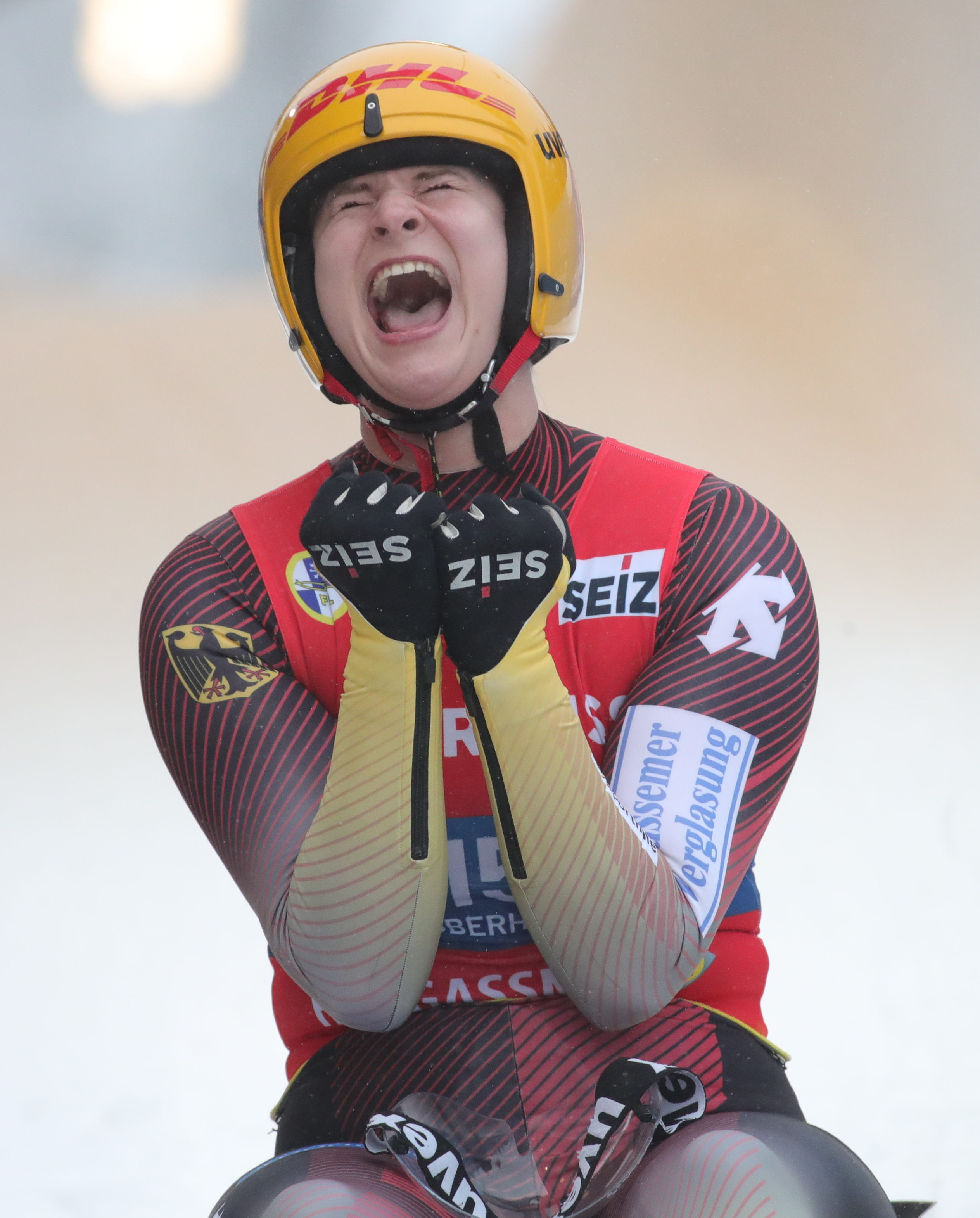
Dajana Eitberger nach dem Sieg

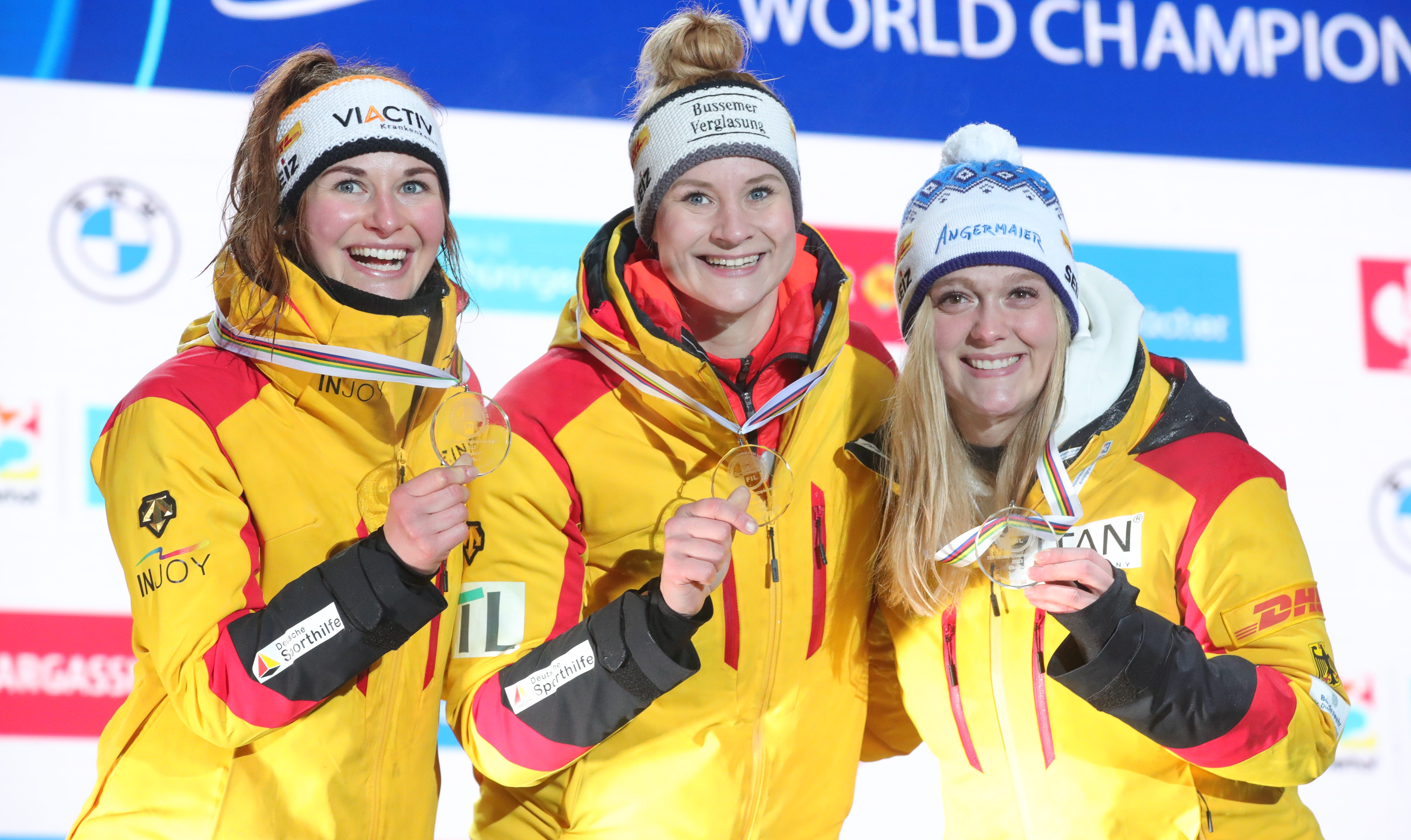
Taubitz, Eitberger, Berreiter

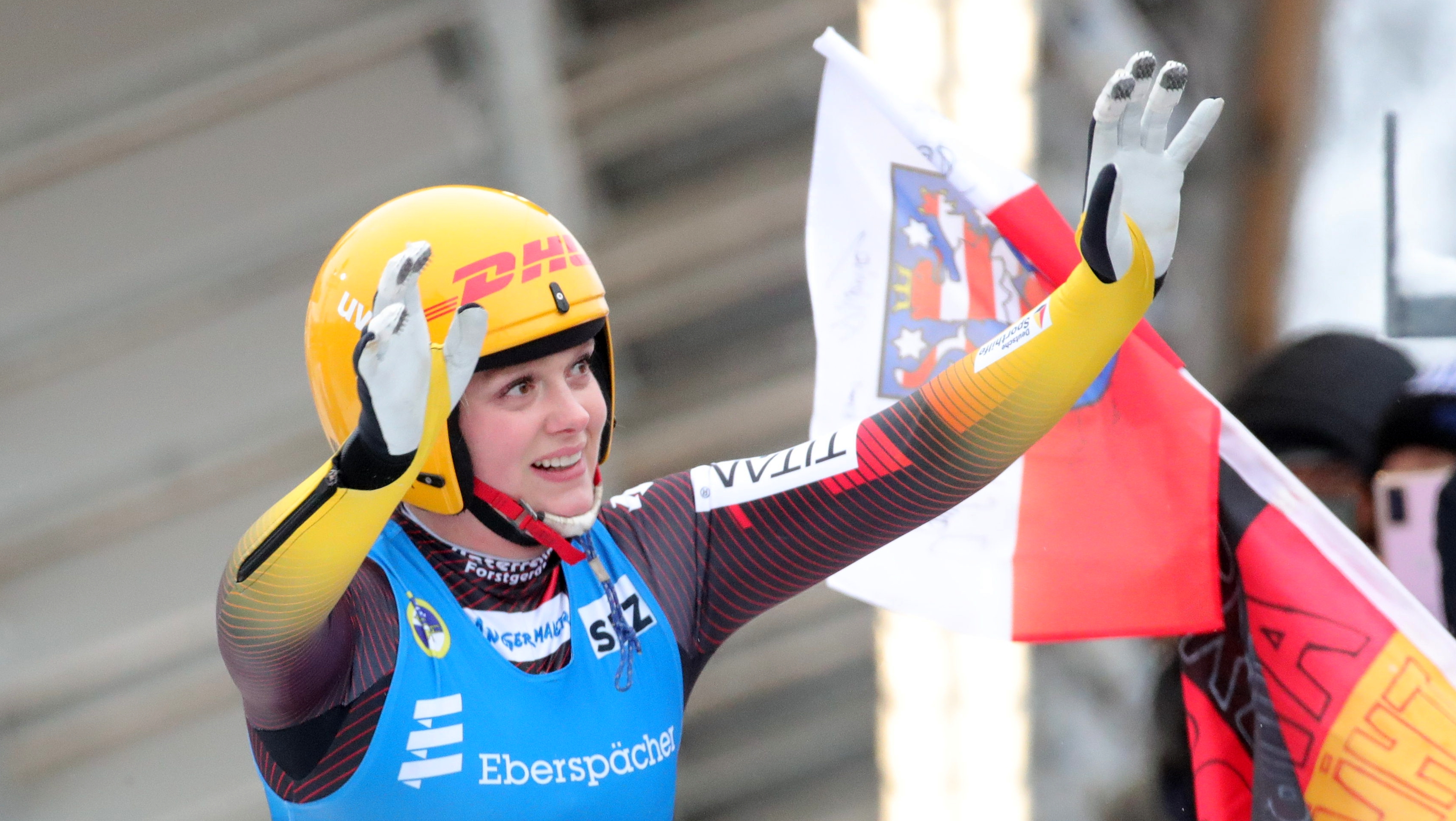
Anna Berreiter

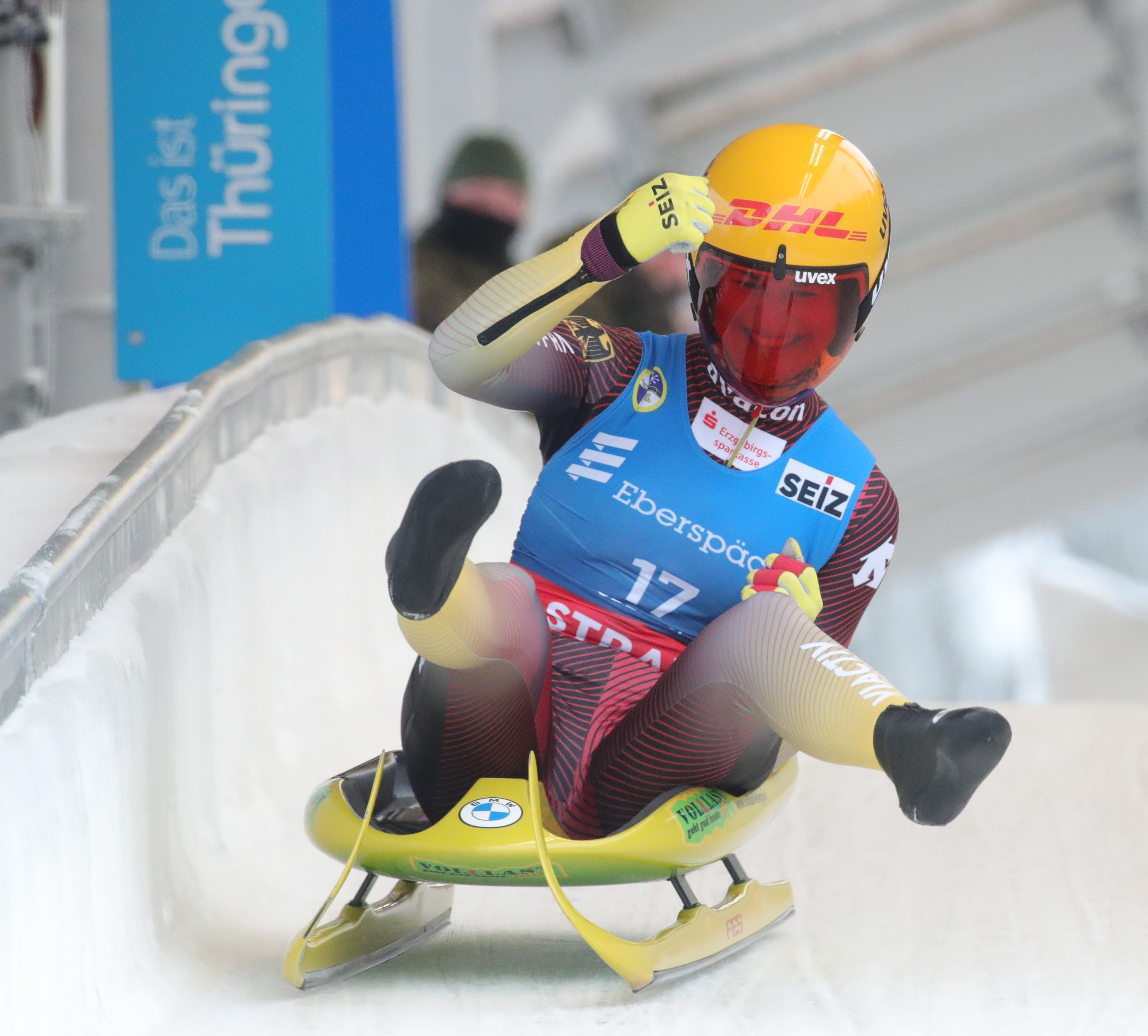
Julia Taubitz

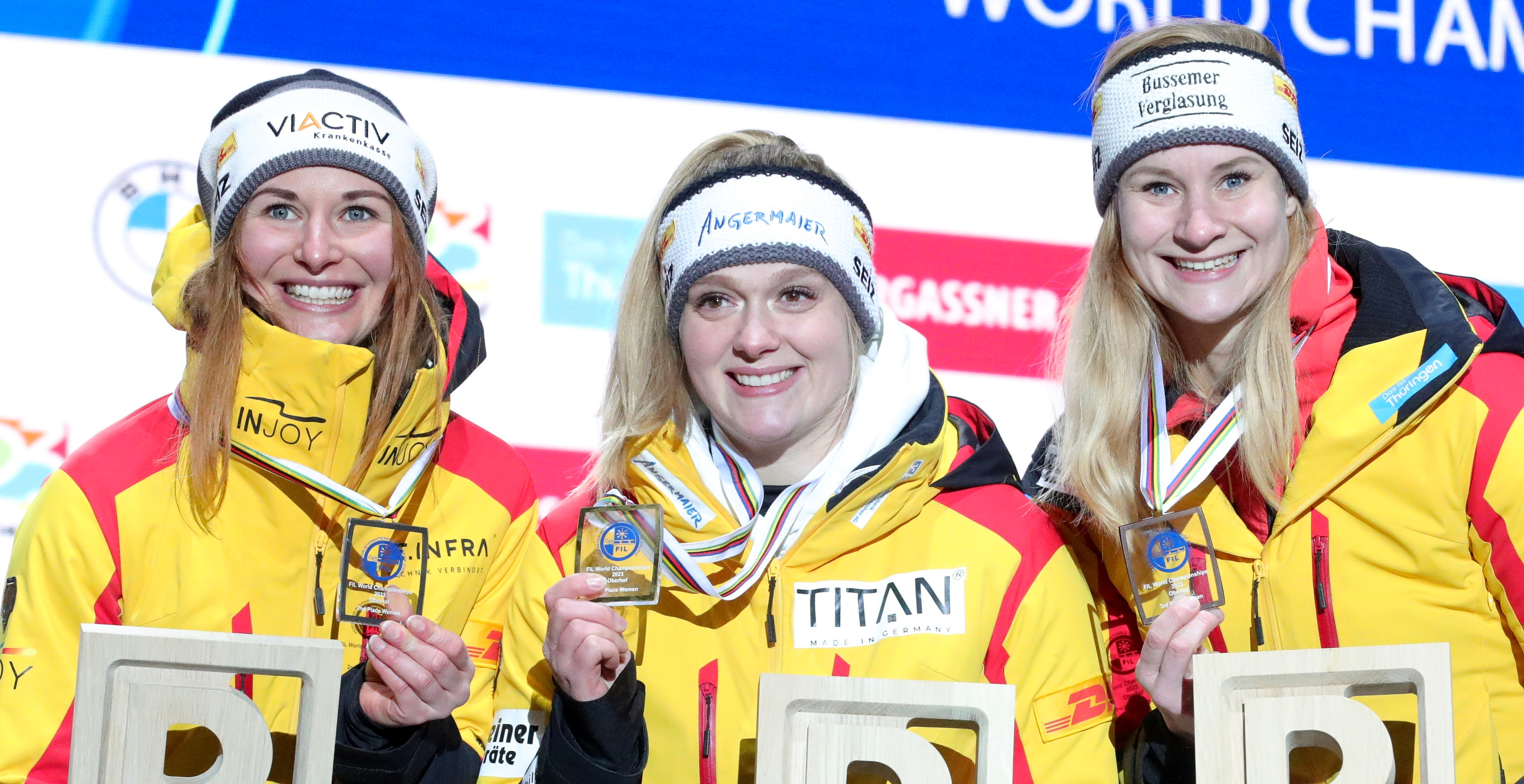
Taubitz, Berreiter, Eitberger

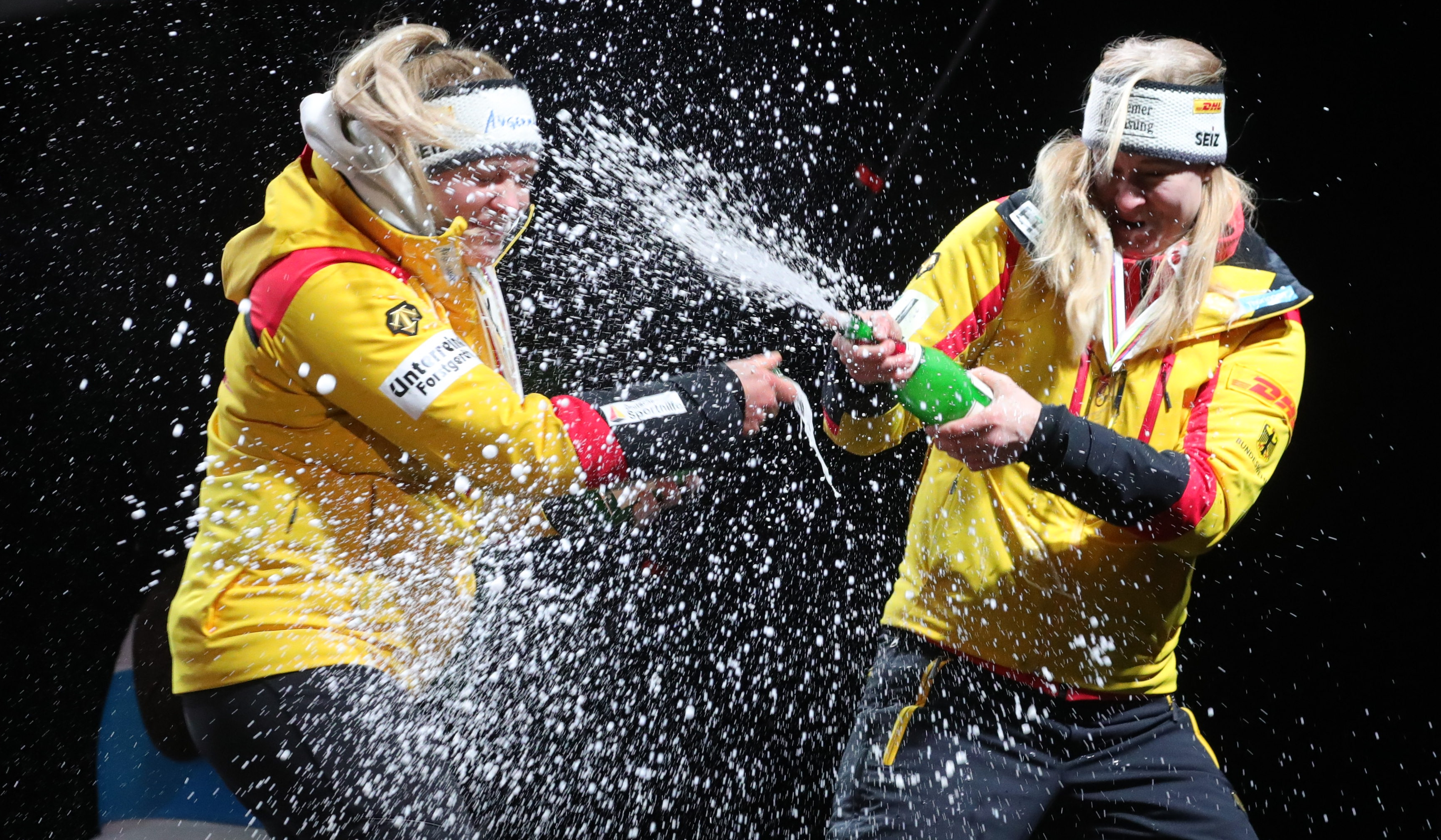
Berreiter und Eitberger bei der Sektdusche

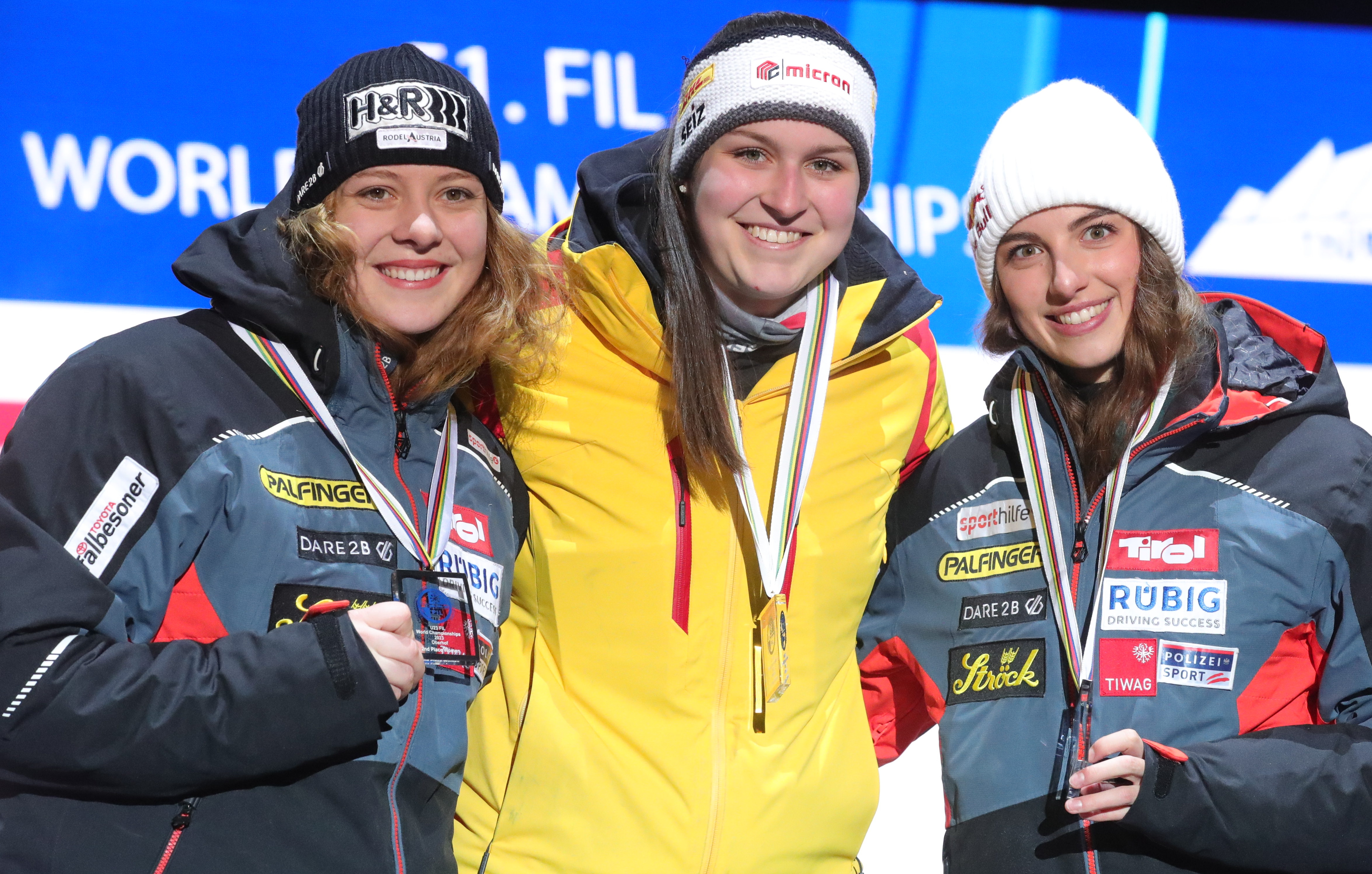
Schulte, Fräbel, Prock (U23-Wertung)

| Platz | Sportlerin         | Endzeit  |
| ----- | ------------------ | -------- |
| 01    | Dajana Eitberger   | 26,204 s |
| 02    | Julia Taubitz      | 26,205 s |
| 03    | Anna Berreiter     | 26,232 s |
| 04    | Merle Fräbel       | 26,248 s |
| 05    | Madeleine Egle     | 26,302 s |
| 05    | Lisa Schulte       | 26,302 s |
| 07    | Kendija Aparjode   | 26,344 s |
| 08    | Brittney Arndt     | 26,379 s |
| 09    | Natalie Maag       | 26,387 s |
| 10    | Sigita Bērziņa     | 26,469 s |
| 11    | Ashley Farquharson | 26,471 s |
| 12    | Elīna Ieva Vītola  | 26,478 s |
| 13    | Sandra Robatscher  | 26,479 s |
| 14    | Verena Hofer       | 26,542 s |
| 15    | Summer Britcher    | 26,767 s |

#### Einsitzer der Männer

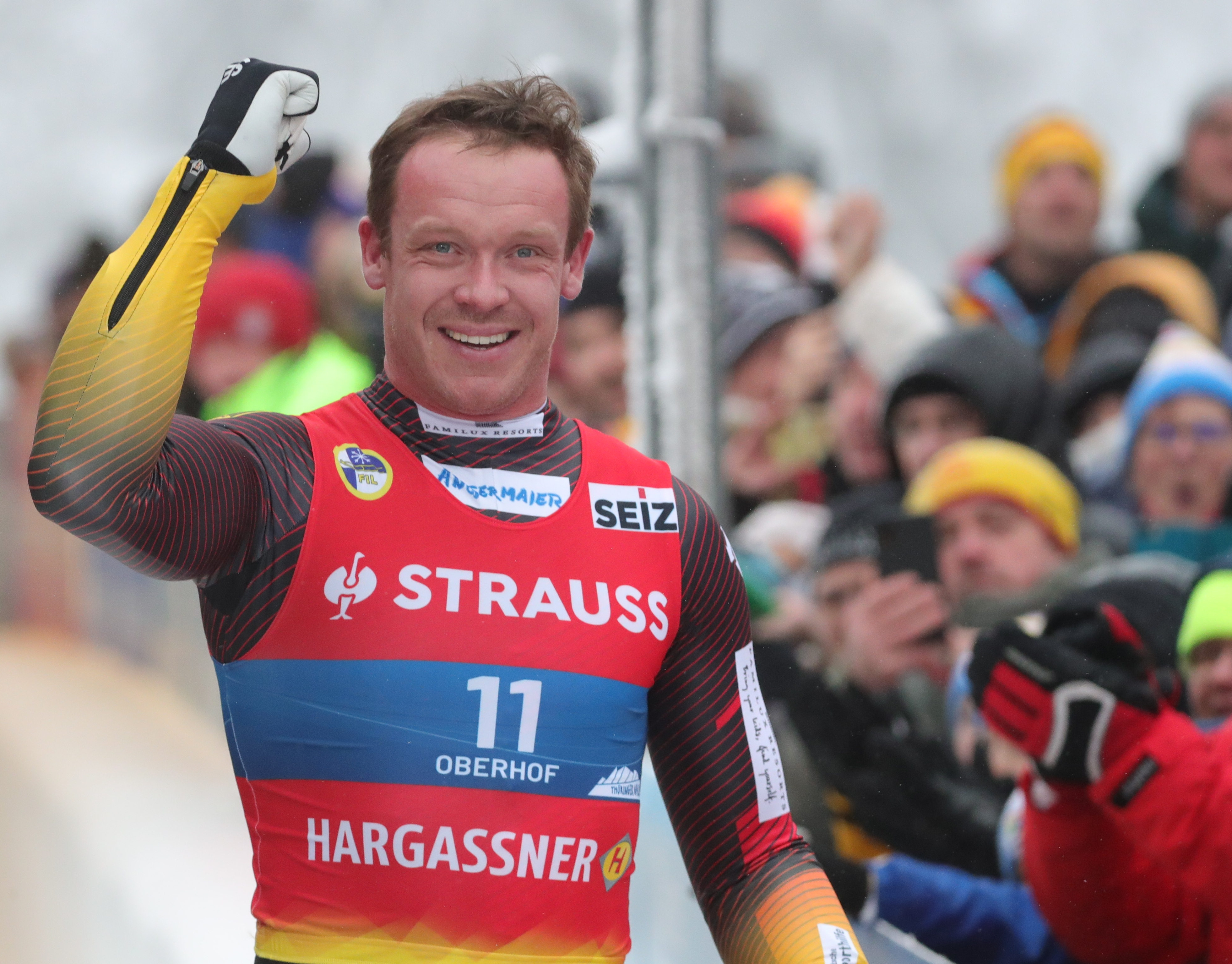
Felix Loch

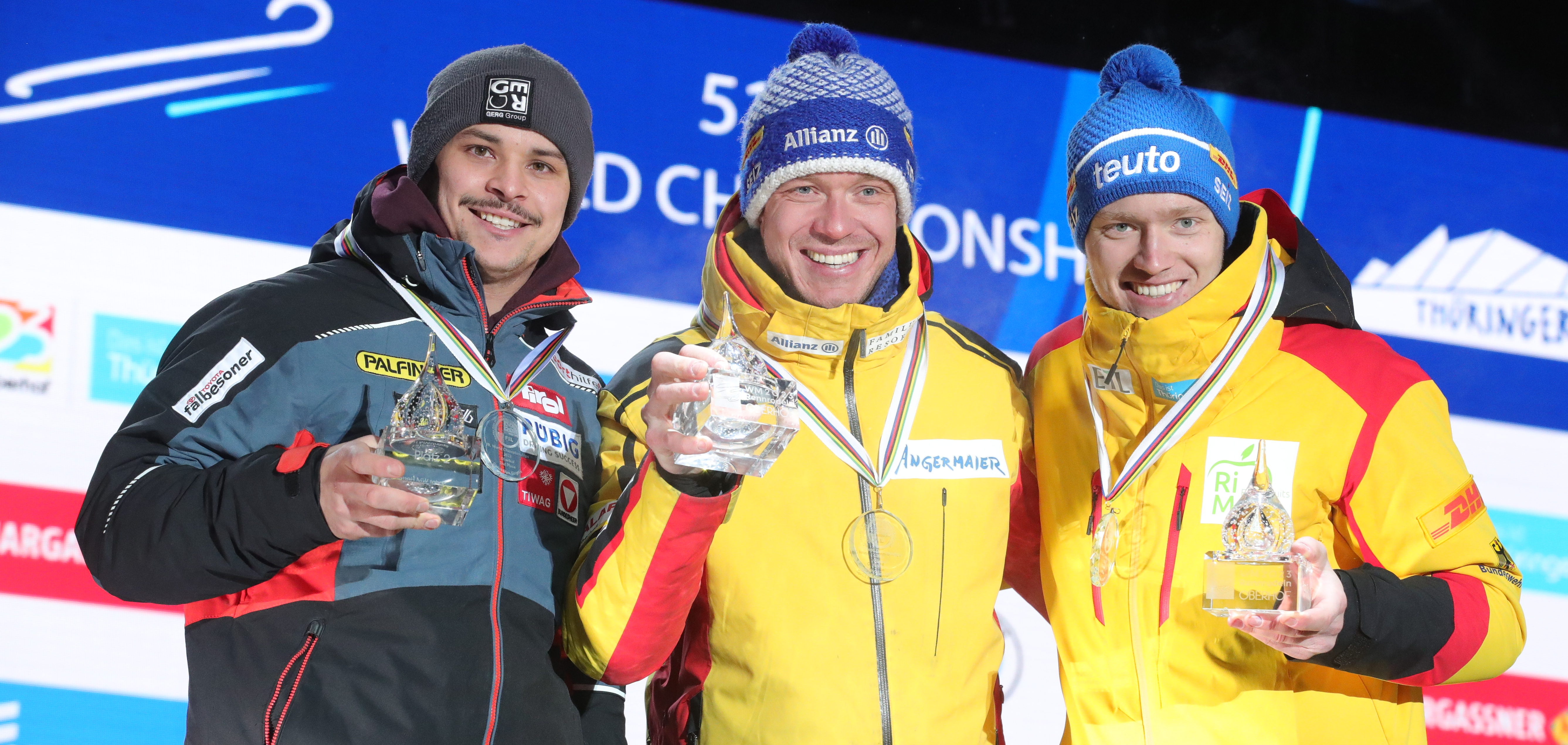
Müller, Loch, Langenhan

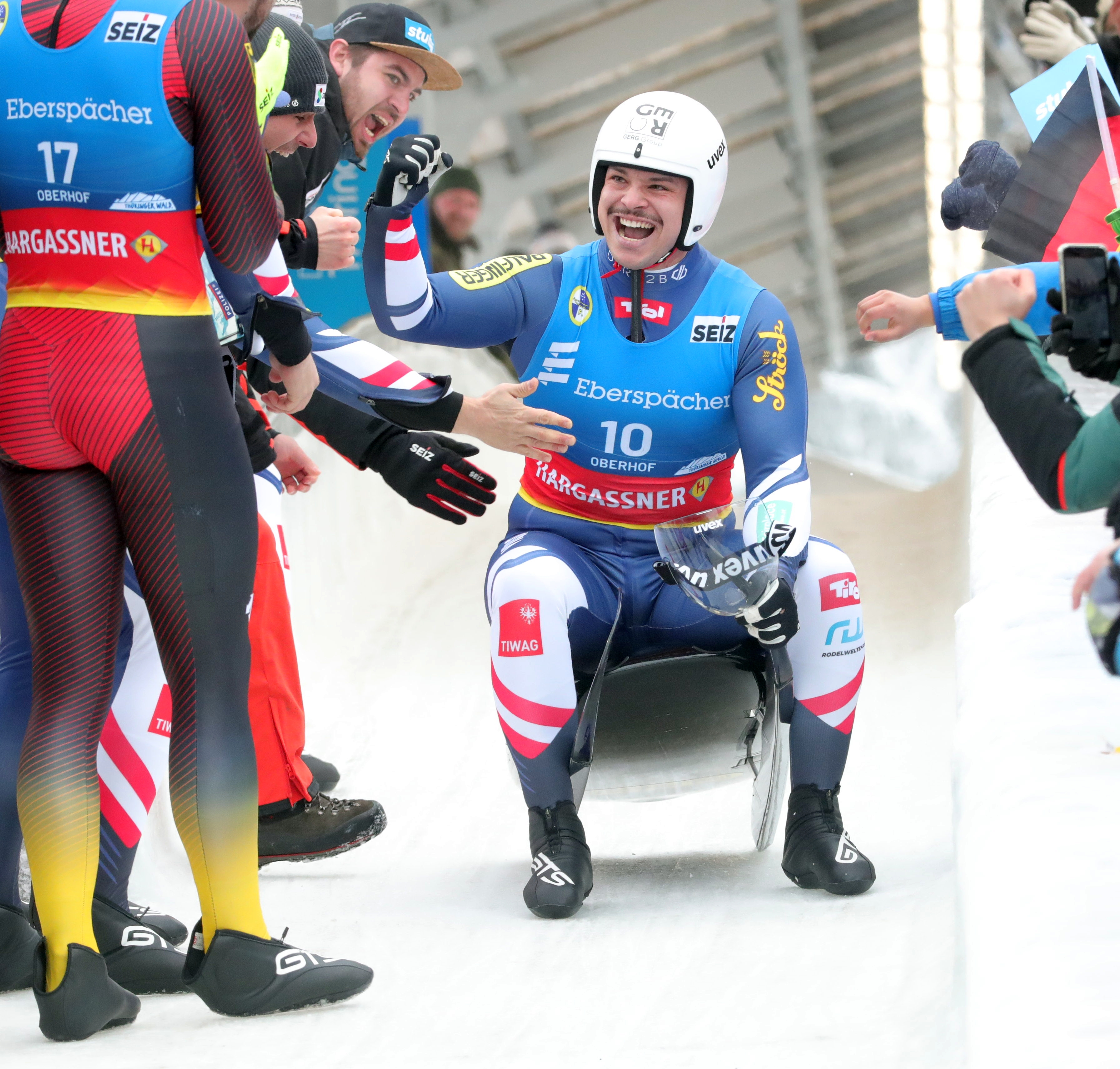
Jonas Müller

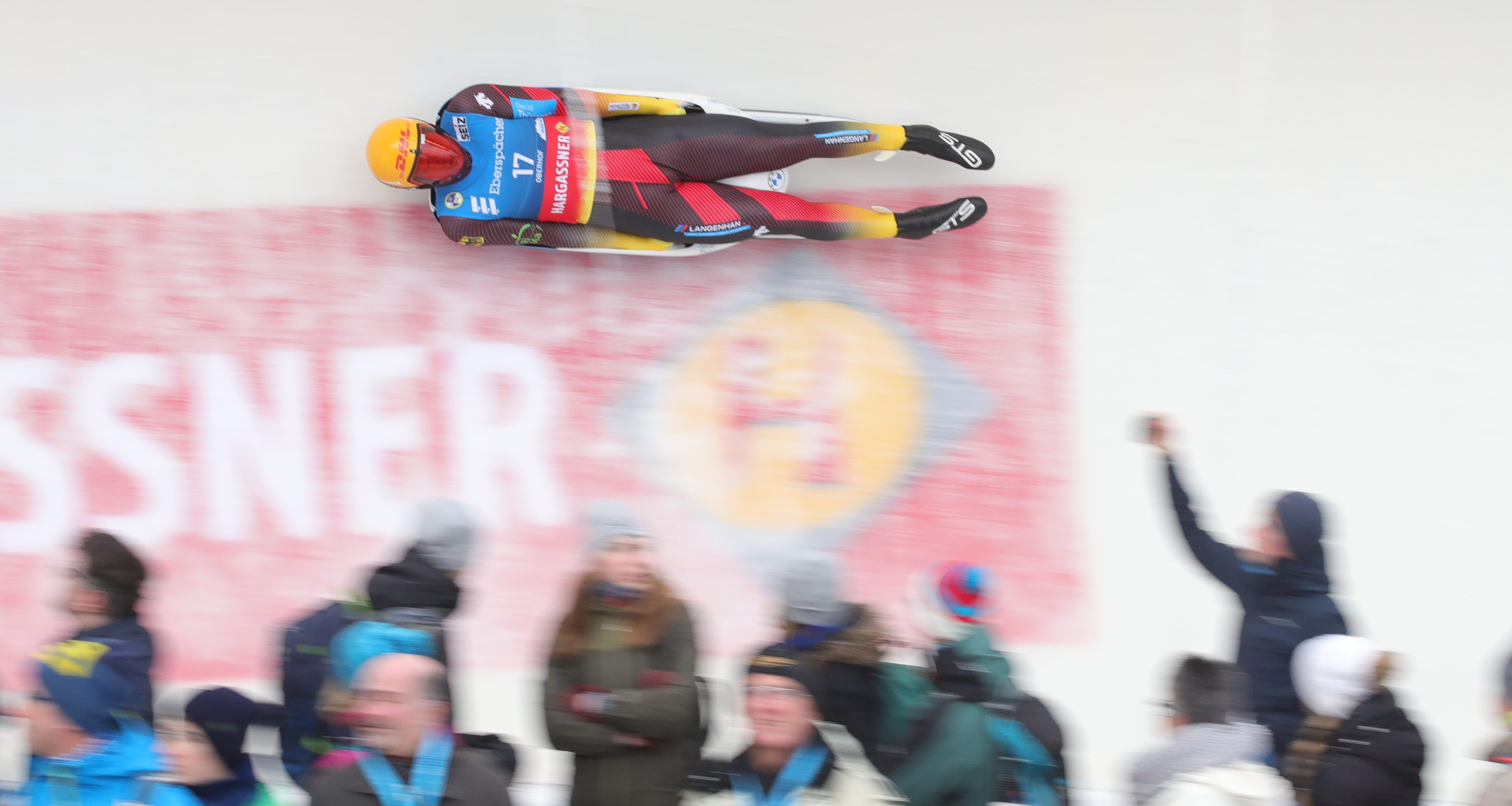
Max Langenhan

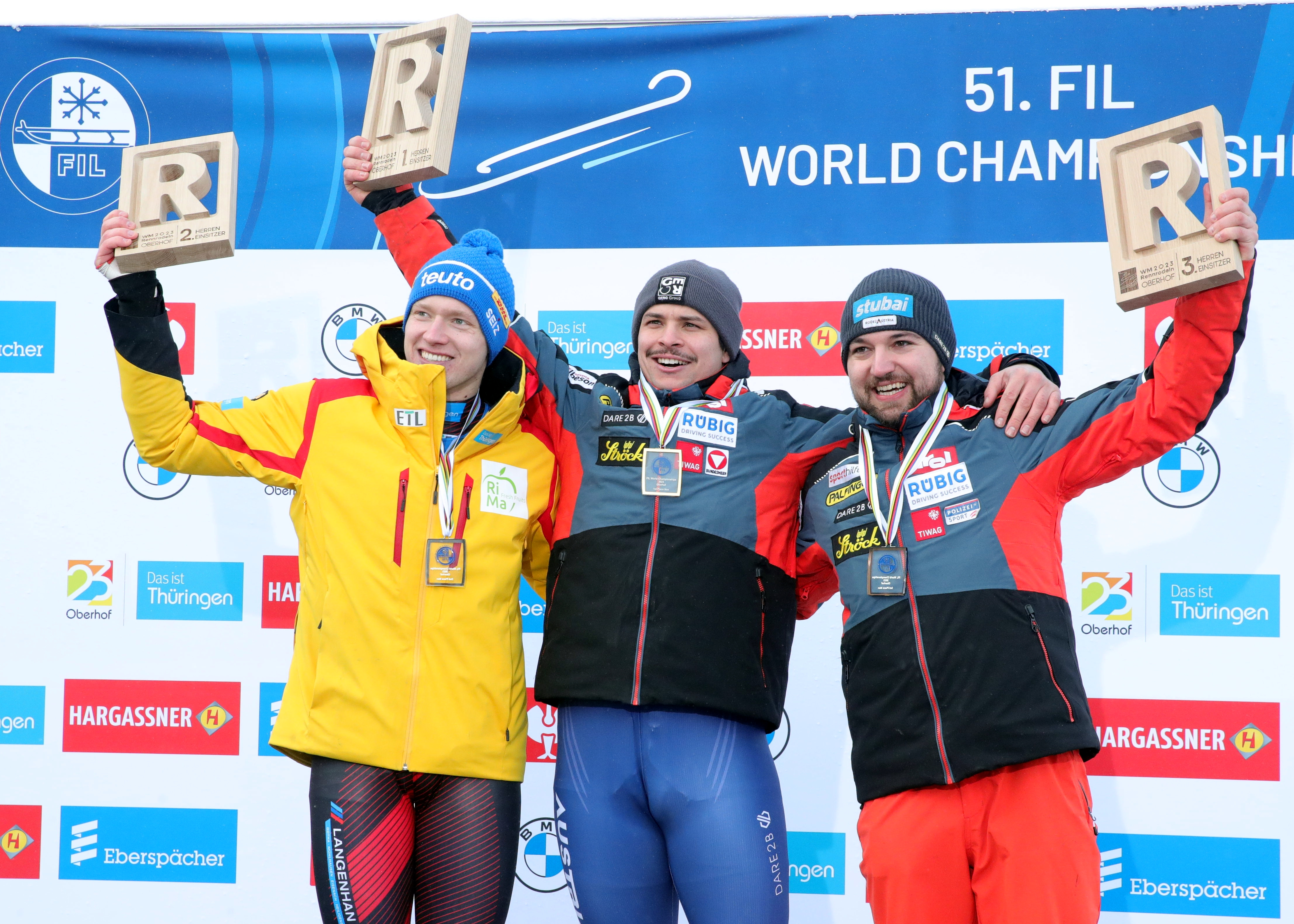
Langenhan, Müller und David Gleirscher

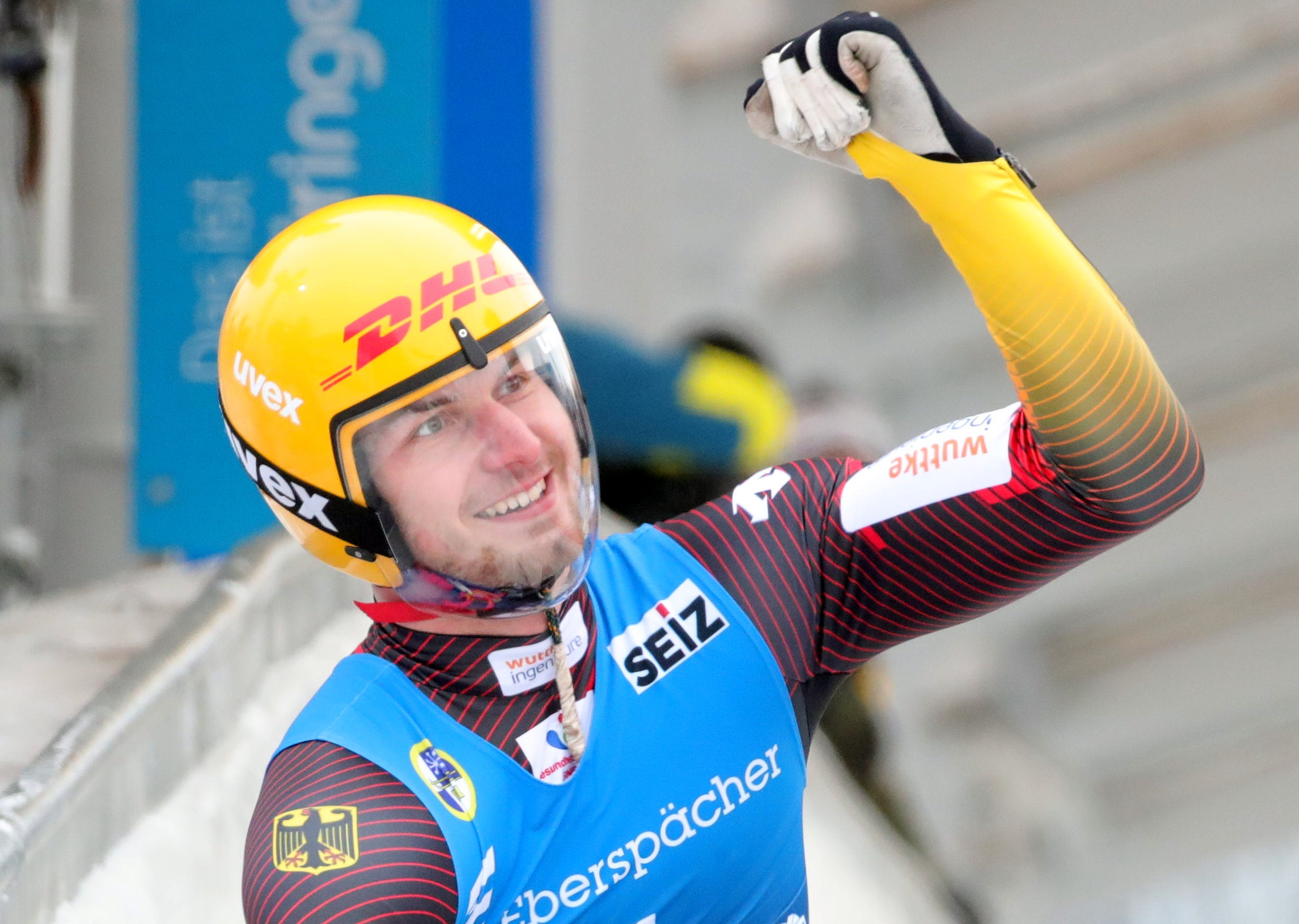
Timon Grancagnolo

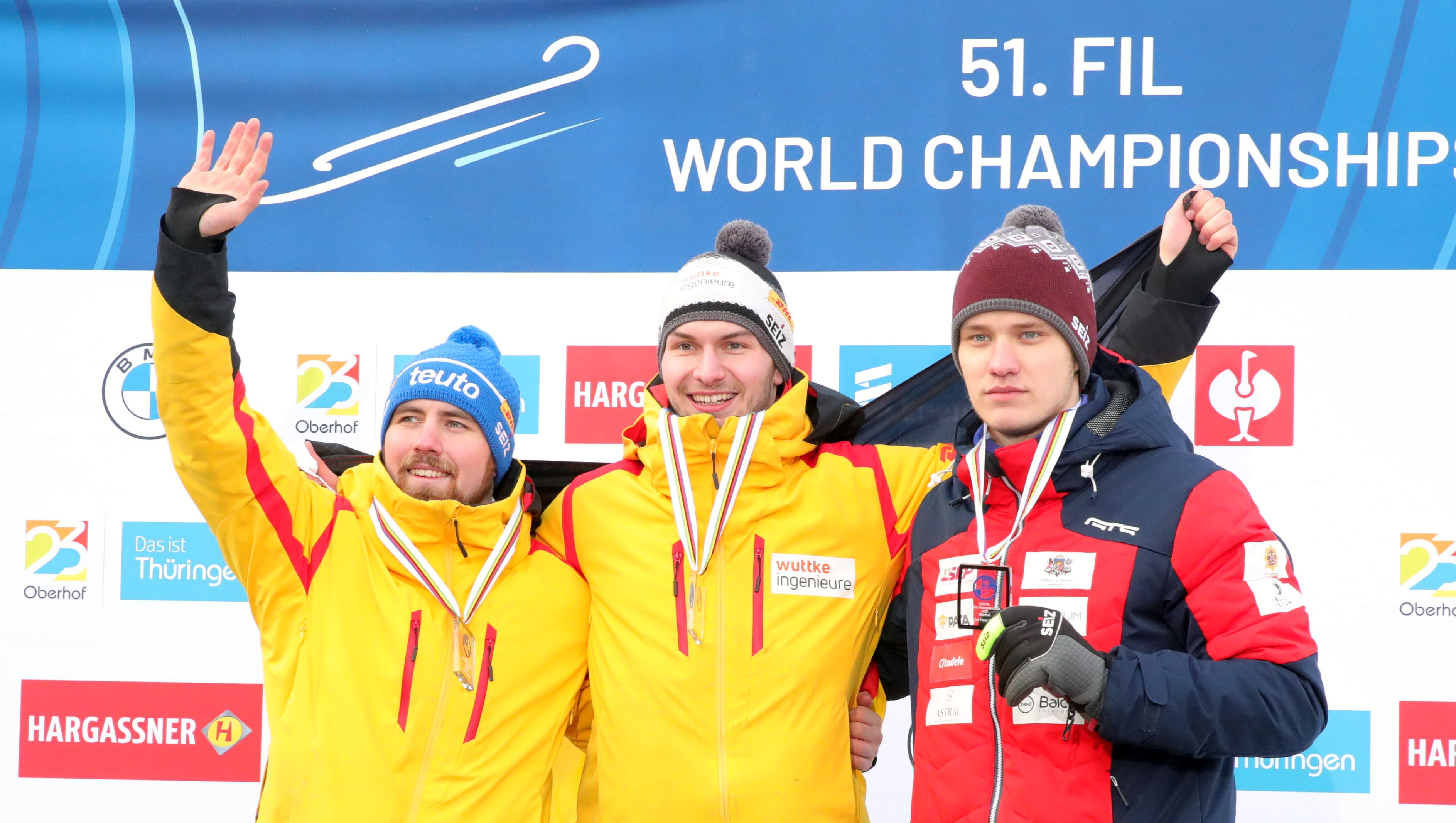
Nößler, Grancagnolo und Bērziņš (U23-Wertung)

| Platz | Sportler                   | Endzeit  |
| ----- | -------------------------- | -------- |
| 01    | Felix Loch                 | 33,544 s |
| 02    | Jonas Müller               | 33,617 s |
| 03    | Max Langenhan              | 33,666 s |
| 04    | David Gleirscher           | 33,739 s |
| 05    | Kristers Aparjods          | 33,744 s |
| 06    | Nico Gleirscher            | 33,757 s |
| 07    | Dominik Fischnaller        | 33,782 s |
| 08    | Wolfgang Kindl             | 33,811 s |
| 09    | David Nößler               | 33,865 s |
| 10    | Timon Grancagnolo          | 33,877 s |
| 11    | Gints Bērziņš              | 33,955 s |
| 12    | Tucker West                | 33,958 s |
| 13    | Leon Felderer              | 33,994 s |
| 14    | Alexander Michael Ferlazzo | 34,137 s |
| 15    | Lukas Gufler               | 34,205 s |

#### Doppelsitzer der Frauen

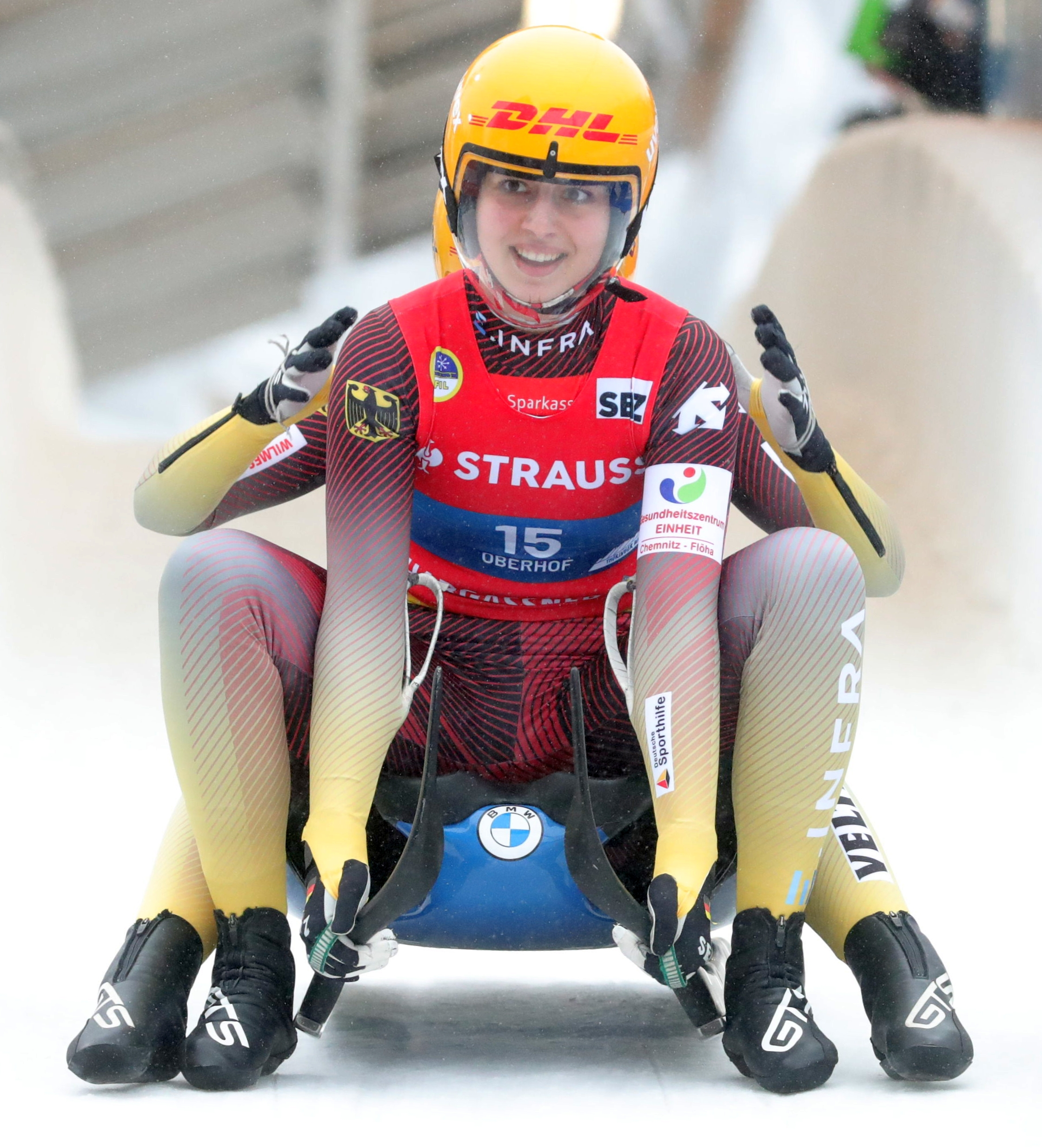
Jessica Degenhardt und Cheyenne Rosenthal

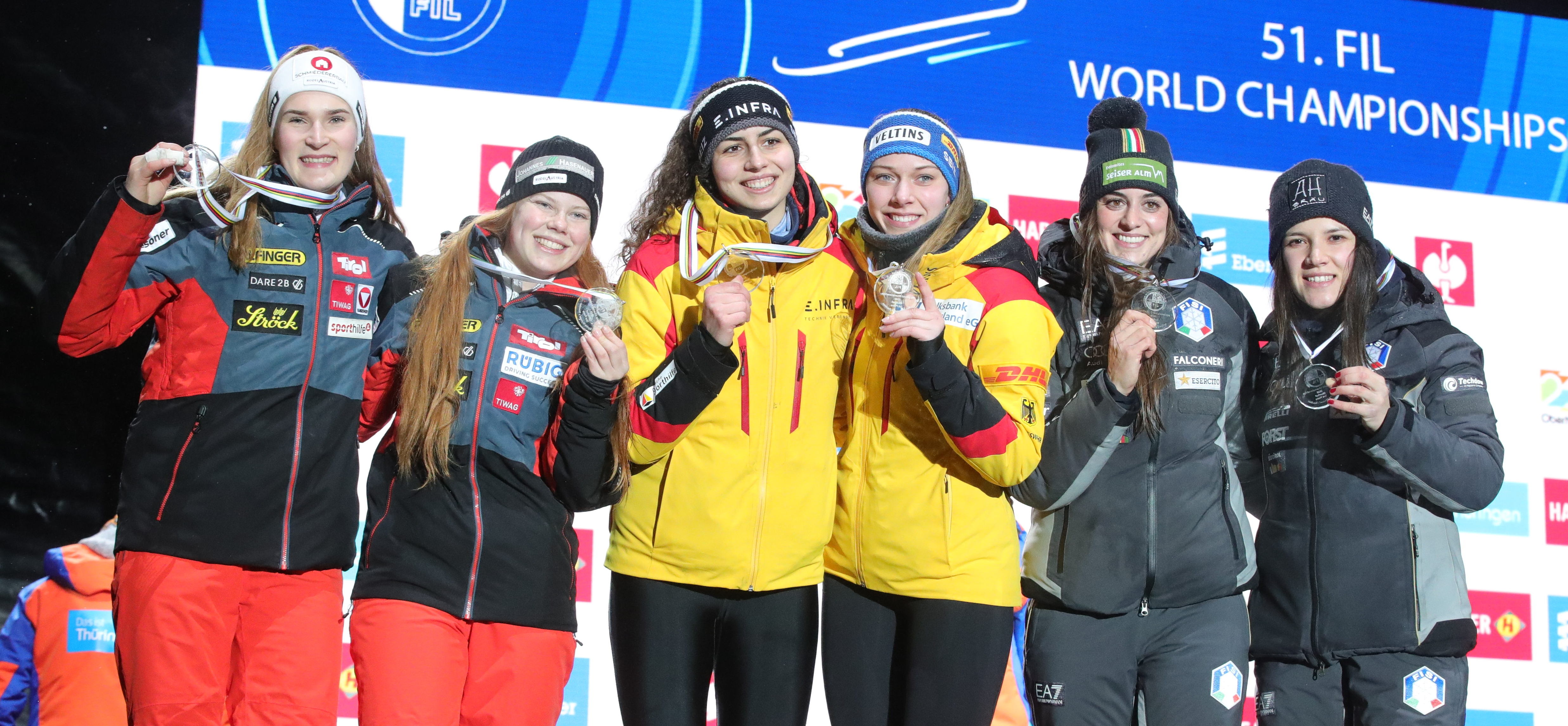
Egle/Kipp, Degenhardt/Rosenthal und Vötter/Oberhofer

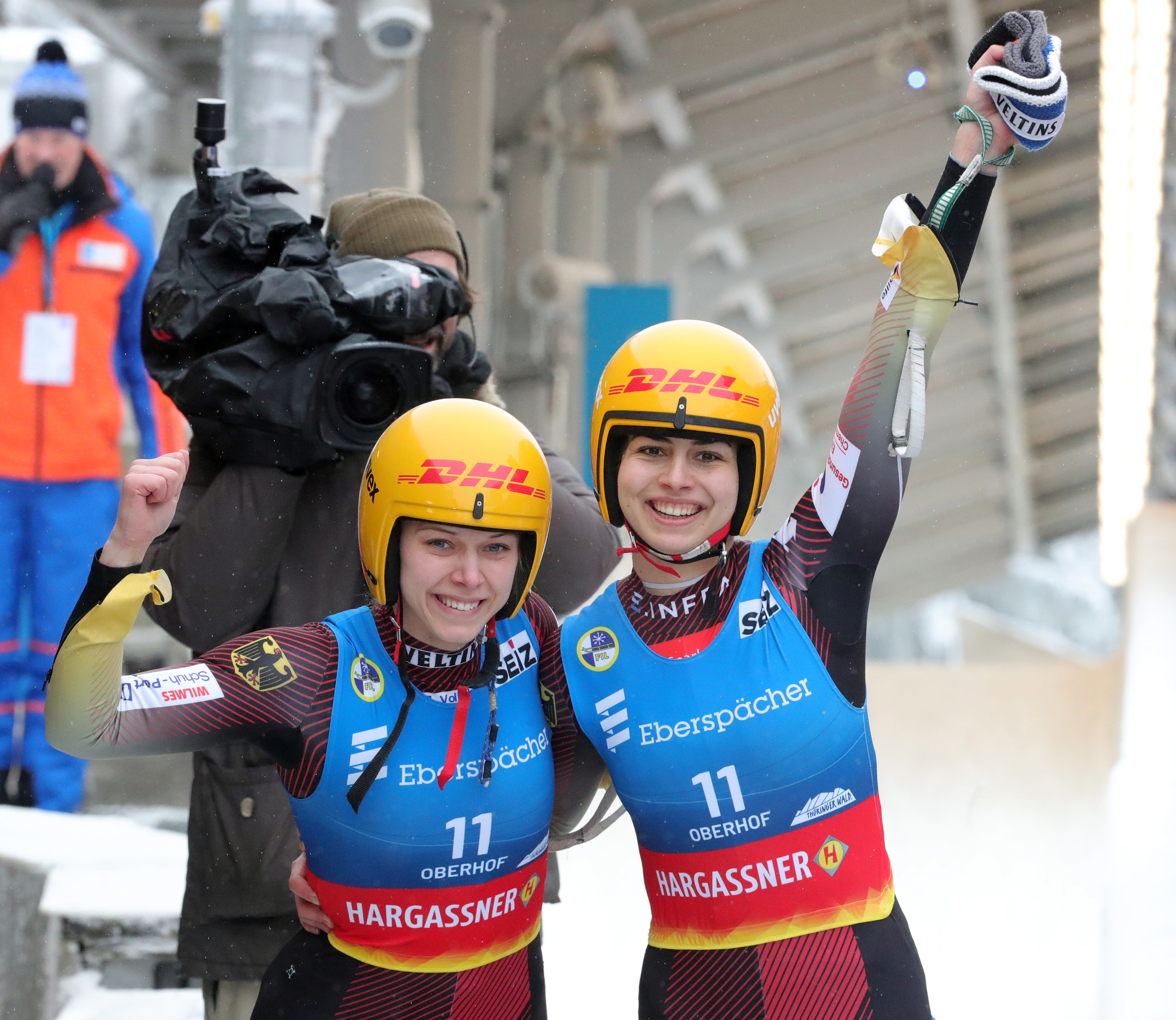
Jessica Degenhardt und Cheyenne Rosenthal

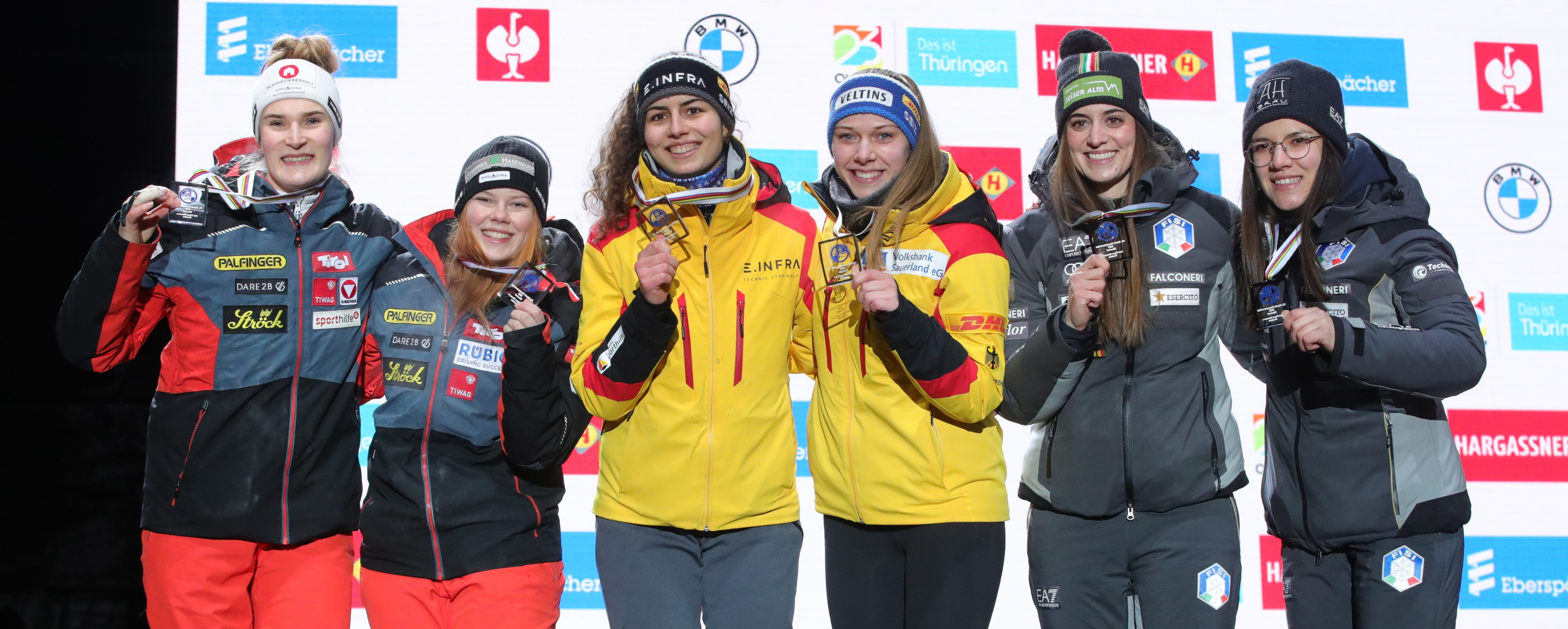
Egle/Kipp, Rosenthal/Degenhardt, Vötter/Oberhofer

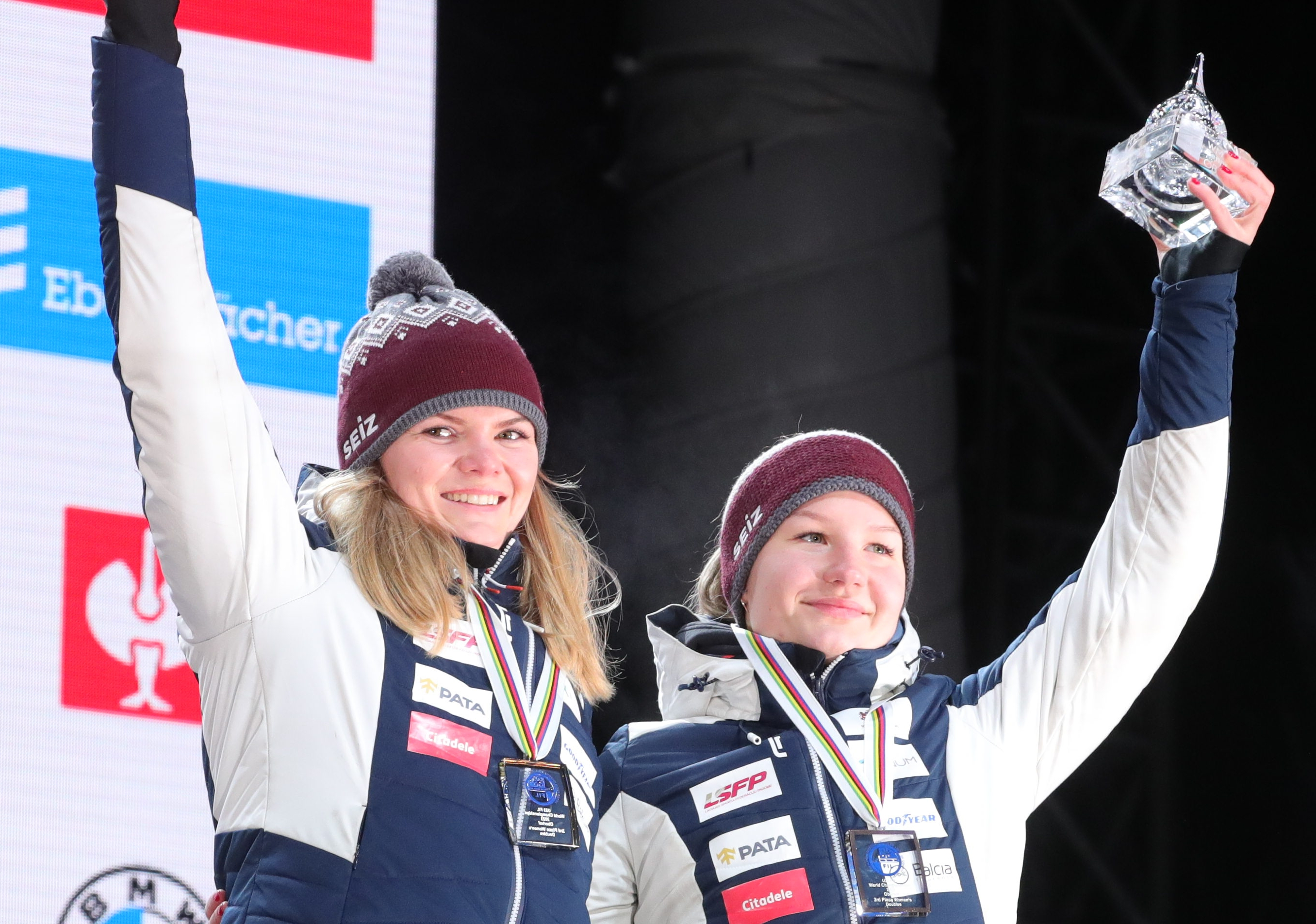
Upīte/Ozoliņa (Bronze U23-Wertung)

| Platz | Sportlerinnen                                  | Endzeit  |
| ----- | ---------------------------------------------- | -------- |
| 01    | Jessica Degenhardt / Cheyenne Rosenthal        | 31,205 s |
| 02    | Selina Egle / Lara Kipp                        | 31,221 s |
| 03    | Andrea Vötter / Marion Oberhofer               | 31,228 s |
| 04    | Nadia Falkensteiner / Annalena Huber           | 31,478 s |
| 05    | Anda Upīte / Sanija Ozoliņa                    | 31,502 s |
| 06    | Chevonne Forgan / Sophia Kirkby                | 31,522 s |
| 07    | Marta Robežniece / Kitija Bogdanova            | 31,606 s |
| 08    | Viktorija Ziediņa / Selīna Zvilna              | 31,615 s |
| 09    | Maya Chan / Reannyn Weiler                     | 31,631 s |
| 10    | Annika Krause / Magdalena Matschina            | 31,704 s |
| 11    | Elisa-Marie Storch / Elia Reitmeier            | 31,719 s |
| 12    | Lisa Zimmermann / Dorothea Schwarz             | 31,768 s |
| 13    | Olena Stezkiw / Oleksandra Moch                | 31,802 s |
| 14    | Natascha Chytrenko / Wiktorija Kowal           | 31,968 s |
| 15    | Raluca Strămăturaru / Mihaela-Carmen Manolescu | 32,168 s |

#### Doppelsitzer der Männer

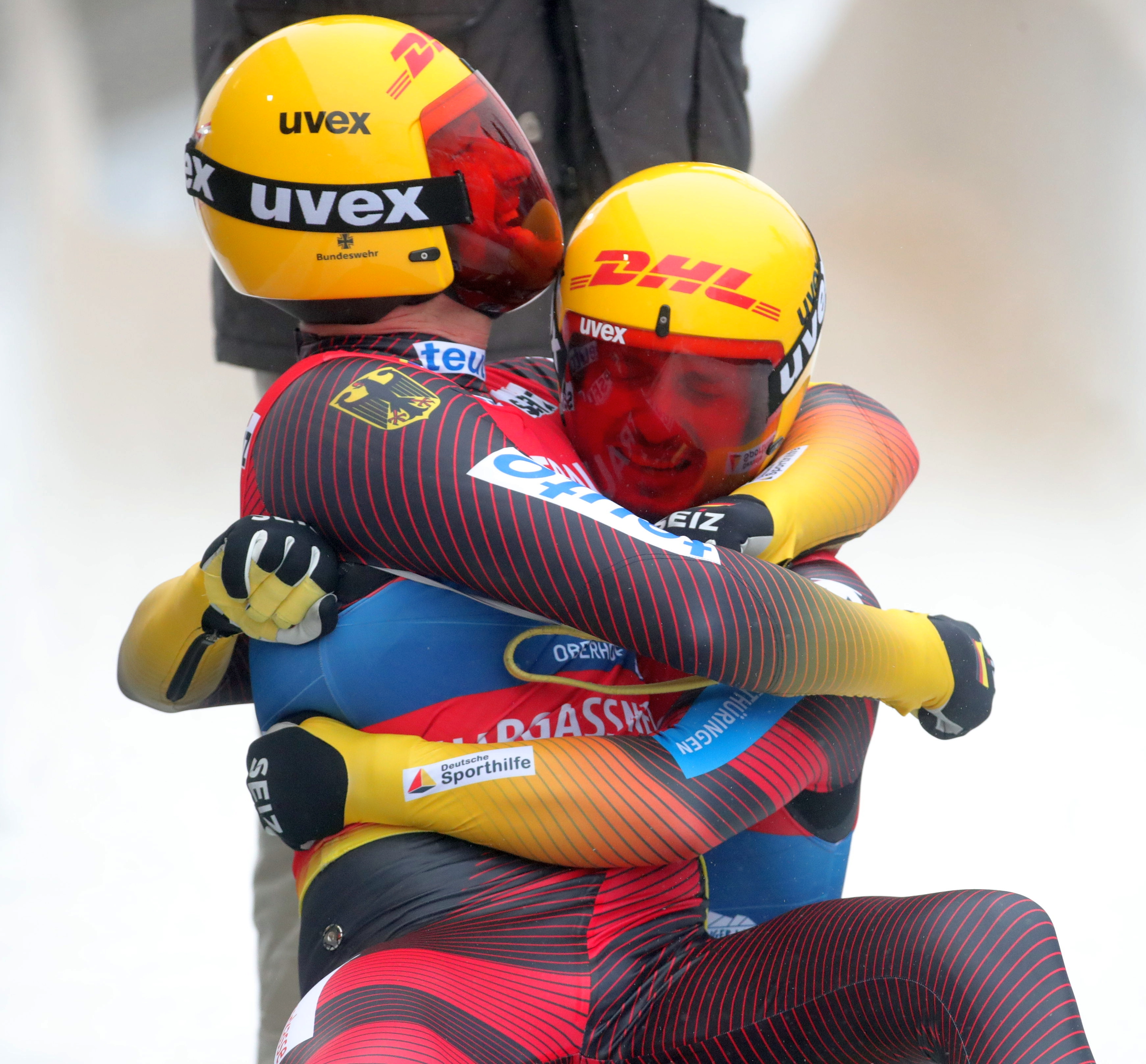
Toni Eggert und Sascha Benecken nach dem Sieg

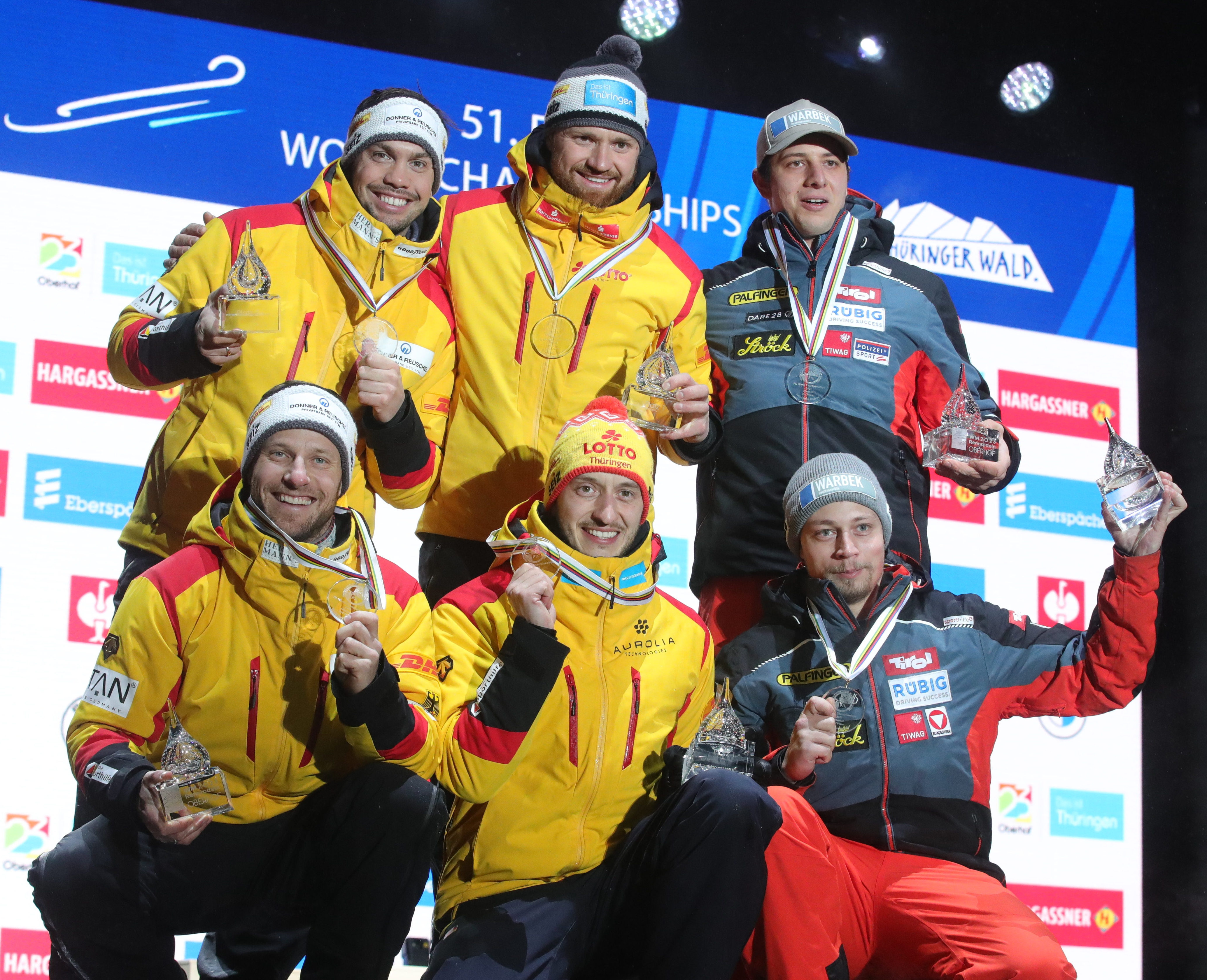
Wendl/Arlt, Eggert/Benecken, Müller/Frauscher

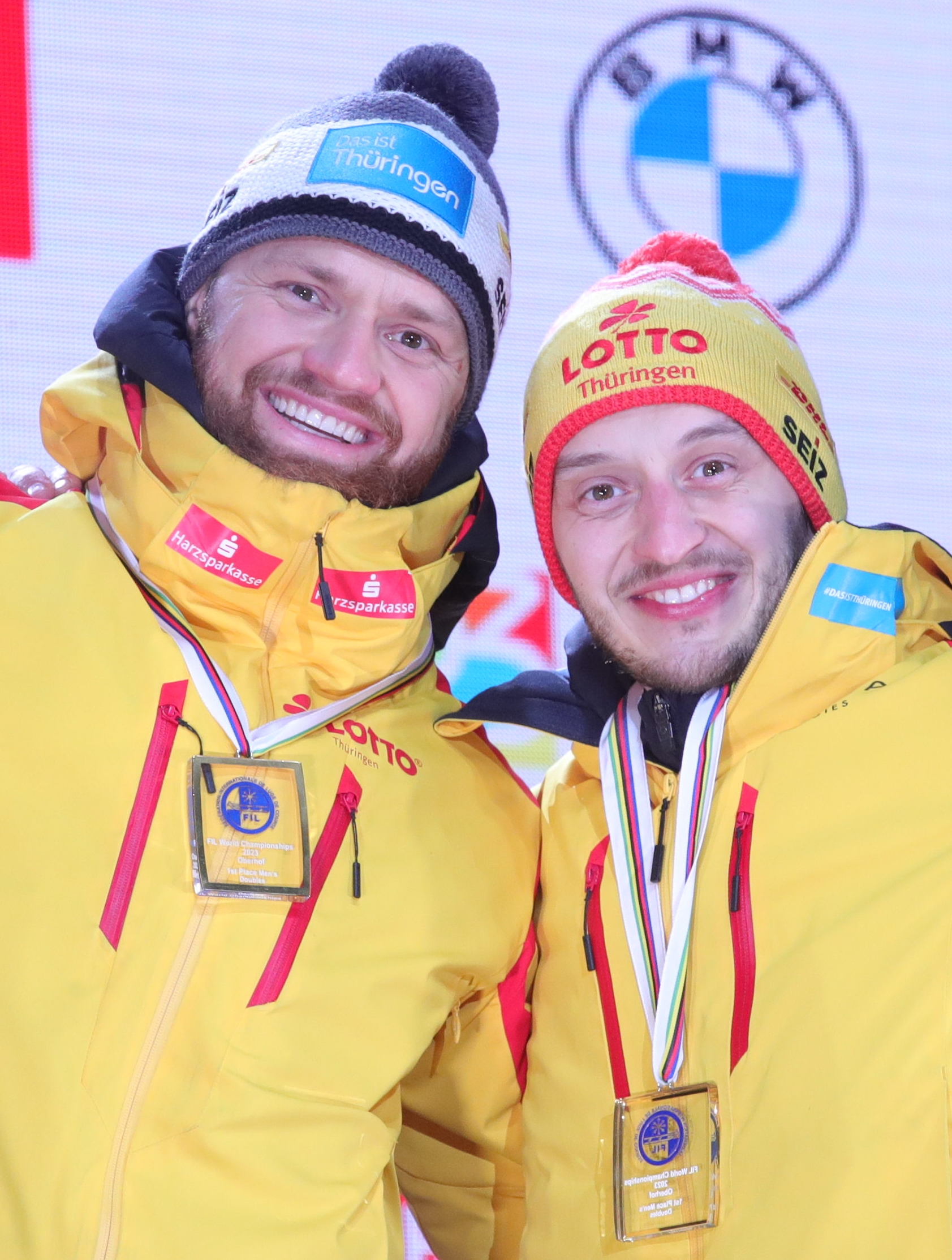
Toni Eggert und Sascha Benecken

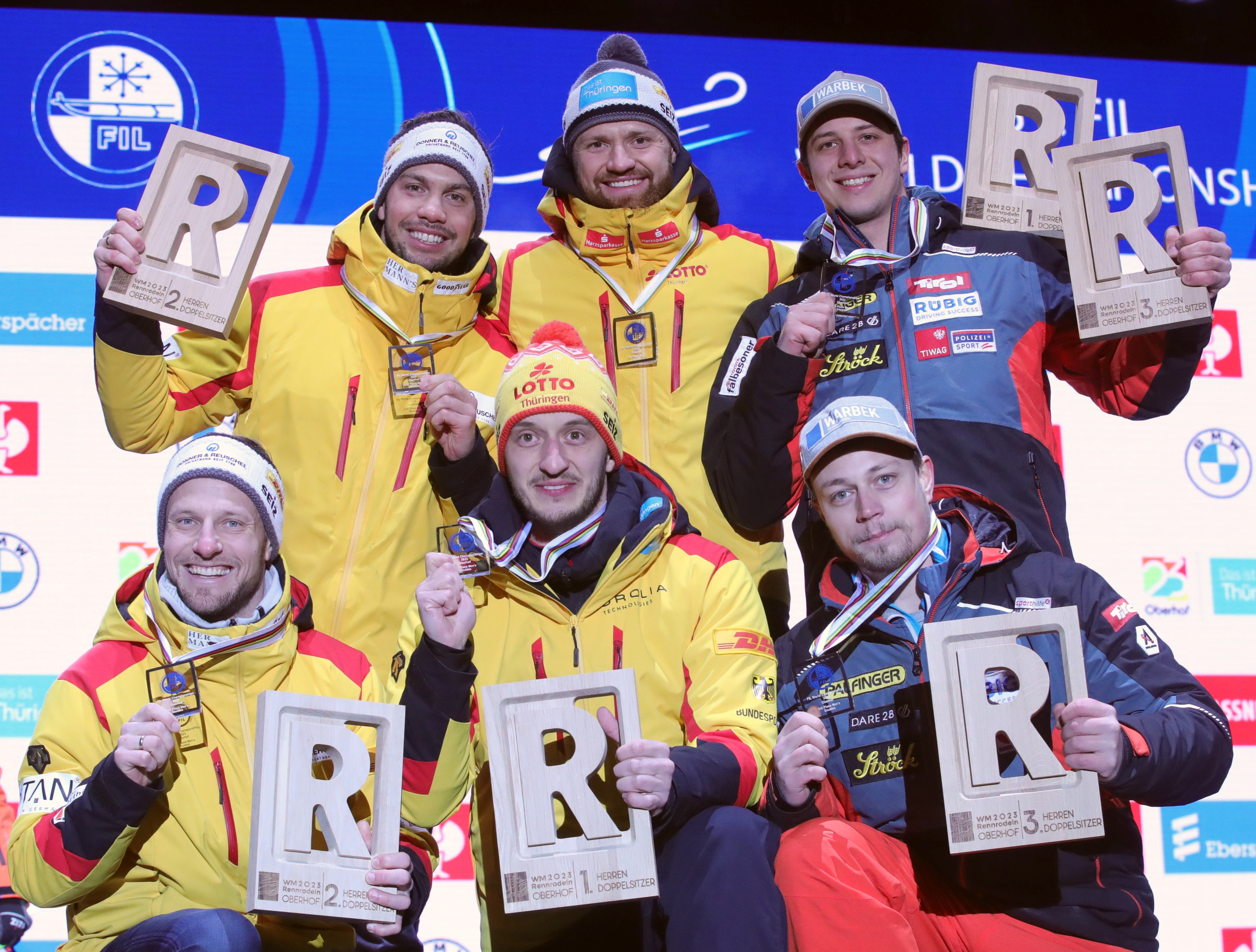
Wendl/Arlt, Eggert/Benecken, Müller/Frauscher

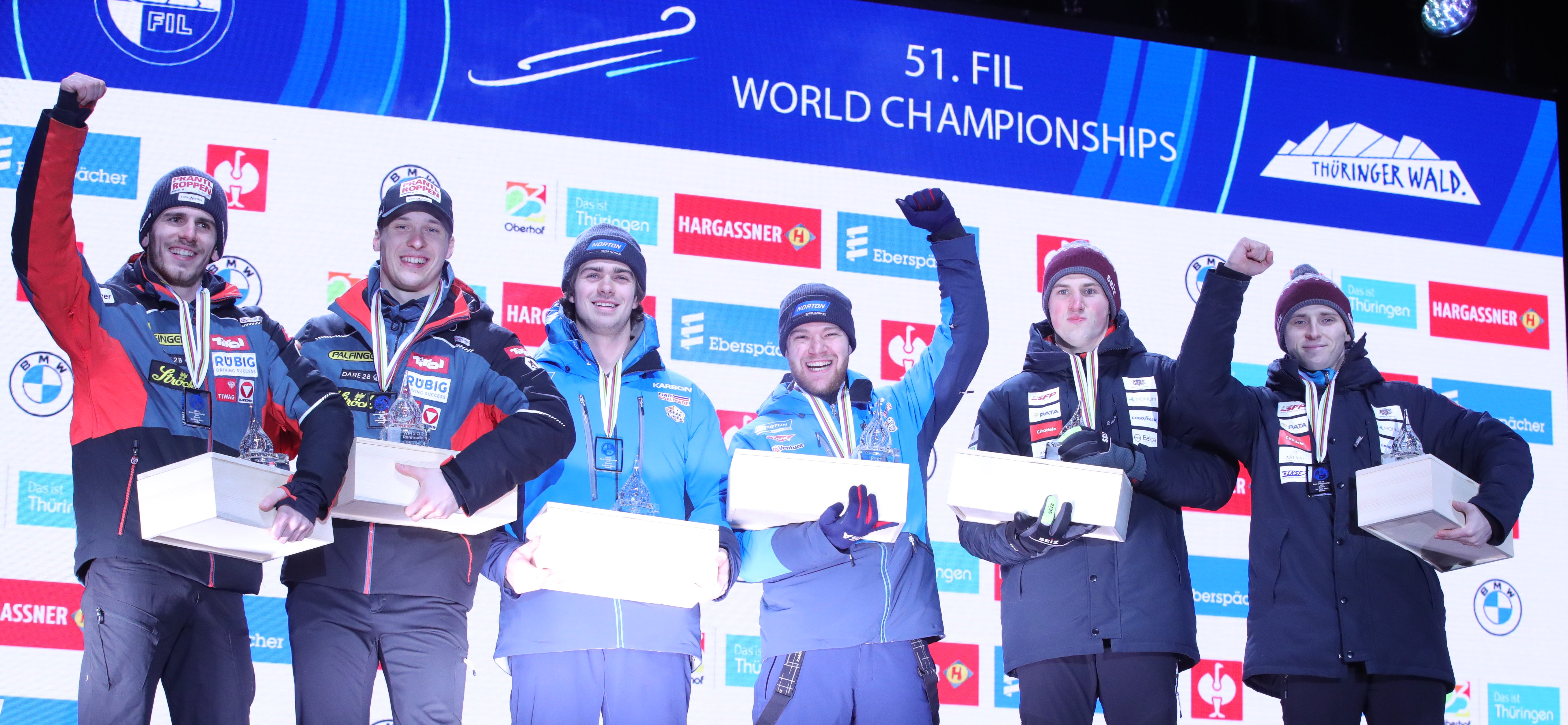
Gatt/Schöpf, DiGregorio/Hollander und Ševics-Mikeļševics/Krasts (U23-Wertung)

| Platz | Sportler                                   | Endzeit  |
| ----- | ------------------------------------------ | -------- |
| 01    | Toni Eggert / Sascha Benecken              | 26,248 s |
| 2     | Tobias Wendl / Tobias Arlt                 | 26,284 s |
| 3     | Yannick Müller / Armin Frauscher           | 26,317 s |
| 4     | Mārtiņš Bots / Roberts Plūme               | 26,371 s |
| 5     | Emanuel Rieder / Simon Kainzwaldner        | 26,421 s |
| 6     | Hannes Orlamünder / Paul Gubitz            | 26,457 s |
| 7     | Thomas Steu / Lorenz Koller                | 26,462 s |
| 8     | Eduards Ševics-Mikeļševics / Lūkass Krasts | 26,555 s |
| 9     | Ludwig Rieder / Patrick Rastner            | 26,613 s |
| 10    | Zachary DiGregorio / Sean Hollander        | 26,646 s |
| 11    | Wojciech Chmielewski / Jakub Kowalewski    | 26,804 s |
| 12    | Tudor-Ștefan Handaric / Sebastian Motzca   | 26,885 s |
| 13    | Tomáš Vaverčák / Matej Zmij                | 26,924 s |
| 14    | Devin Wardrope / Cole Anthony Zajanski     | 29,723 s |
| 15    | Juri Gatt / Riccardo Schöpf                | 55,958 s |

### Einsitzer der Frauen
| Platz | Sportlerin                    | 1. Lauf  | 2. Lauf                                  | Zeit                                     |
| ----- | ----------------------------- | -------- | ---------------------------------------- | ---------------------------------------- |
| 01    | Anna Berreiter                | 41,987 s | 42,004 s                                 | 1:23,991 Minuten                         |
| 02    | Julia Taubitz                 | 42,061 s | 41,988 s                                 | 1:+0,058 s                               |
| 03    | Dajana Eitberger              | 42,084 s | 42,023 s                                 | 1:+0,116 s                               |
| 04    | Madeleine Egle                | 42,063 s | 42,105 s                                 | 1:+0,177 s                               |
| 05    | Merle Fräbel (U23)            | 42,078 s | 42,125 s                                 | 1:+0,212 s                               |
| 06    | Lisa Schulte (U23)            | 42,222 s | 42,150 s                                 | 1:+0,381 s                               |
| 07    | Andrea Vötter                 | 42,237 s | 42,240 s                                 | 1:+0,486 s                               |
| 08    | Kendija Aparjode              | 42,342 s | 51,212 s                                 | 1:+0,661 s                               |
| 09    | Hannah Prock (U23)            | 42,273 s | 42,390 s                                 | 1:+0,672 s                               |
| 10    | Natalie Maag                  | 42,393 s | 42,316 s                                 | 1:+0,718 s                               |
| 11    | Elīna Ieva Vītola (U23)       | 42,338 s | 42,385 s                                 | 1:+0,742 s                               |
| 12    | Summer Britcher               | 42,391 s | 42,393 s                                 | 1:+0,793 s                               |
| 13    | Sigita Bērziņa (U23)          | 42,413 s | 42,435 s                                 | 1:+0,857 s                               |
| 14    | Brittney Arndt                | 42,430 s | 42,429 s                                 | 1:+0,868 s                               |
| 15    | Ashley Farquharson            | 42,579 s | 42,462 s                                 | 1:+1,050 s                               |
| 16    | Sandra Robatscher             | 42,569 s | 42,476 s                                 | 1:+1,054 s                               |
| 17    | Verena Hofer (U23)            | 42,523 s | 42,540 s                                 | 1:+1,072 s                               |
| 18    | Trinity Ellis (U23)           | 42,741 s | 42,707 s                                 | 1:+1,457 s                               |
| 19    | Marion Oberhofer (U23)        | 42,762 s | 42,709 s                                 | 1:+1,480 s                               |
| 20    | Klaudia Domaradzka (U23)      | 42,692 s | 42,863 s                                 | 1:+1,564 s                               |
| 21    | Julianna Tunyzka (U23)        | 42,802 s | Nicht für den zweiten Lauf qualifiziert. | Nicht für den zweiten Lauf qualifiziert. |
| 22    | Caitlin Nash (U23)            | 42,938 s | Nicht für den zweiten Lauf qualifiziert. | Nicht für den zweiten Lauf qualifiziert. |
| 23    | Tove Kohala (U23)             | 43,000 s | Nicht für den zweiten Lauf qualifiziert. | Nicht für den zweiten Lauf qualifiziert. |
| 24    | Verónica María Ravenna        | 43,036 s | Nicht für den zweiten Lauf qualifiziert. | Nicht für den zweiten Lauf qualifiziert. |
| 25    | Frančeska Bona (U23)          | 43,063 s | Nicht für den zweiten Lauf qualifiziert. | Nicht für den zweiten Lauf qualifiziert. |
| 26    | Lin Sin-rong                  | 43,066 s | Nicht für den zweiten Lauf qualifiziert. | Nicht für den zweiten Lauf qualifiziert. |
| 27    | Katarína Šimoňáková           | 43,089 s | Nicht für den zweiten Lauf qualifiziert. | Nicht für den zweiten Lauf qualifiziert. |
| 28    | Raluca Strămăturaru           | 43,108 s | Nicht für den zweiten Lauf qualifiziert. | Nicht für den zweiten Lauf qualifiziert. |
| 29    | Olena Stezkiw                 | 43,111 s | Nicht für den zweiten Lauf qualifiziert. | Nicht für den zweiten Lauf qualifiziert. |
| 30    | Carolyn Maxwell (U23)         | 43,139 s | Nicht für den zweiten Lauf qualifiziert. | Nicht für den zweiten Lauf qualifiziert. |
| 31    | Mihaela-Carmen Manolescu      | 43,210 s | Nicht für den zweiten Lauf qualifiziert. | Nicht für den zweiten Lauf qualifiziert. |
| 32    | Jung Hye-sun                  | 43,288 s | Nicht für den zweiten Lauf qualifiziert. | Nicht für den zweiten Lauf qualifiziert. |
| 33    | Wang Peixuan (U23)            | 43,340 s | Nicht für den zweiten Lauf qualifiziert. | Nicht für den zweiten Lauf qualifiziert. |
| 34    | Natalia Jamróz (U23)          | 43,411 s | Nicht für den zweiten Lauf qualifiziert. | Nicht für den zweiten Lauf qualifiziert. |
| 35    | Elsa Desmond                  | 43,435 s | Nicht für den zweiten Lauf qualifiziert. | Nicht für den zweiten Lauf qualifiziert. |
| 36    | You Do-hee                    | 43,564 s | Nicht für den zweiten Lauf qualifiziert. | Nicht für den zweiten Lauf qualifiziert. |
| 37    | Adikeyoumu Gulijienaiti (U23) | 43,840 s | Nicht für den zweiten Lauf qualifiziert. | Nicht für den zweiten Lauf qualifiziert. |

### Einsitzer der Männer
| Platz | Sportler                   | 1. Lauf  | 2. Lauf                                  | Zeit                                     |
| ----- | -------------------------- | -------- | ---------------------------------------- | ---------------------------------------- |
| 01    | Jonas Müller               | 42,640 s | 42,838 s                                 | 1:25,478 Minuten                         |
| 02    | Max Langenhan              | 42,707 s | 42,875 s                                 | 1:+0,104 s                               |
| 03    | David Gleirscher           | 42,677 s | 42,922 s                                 | 1:+0,121 s                               |
| 04    | Felix Loch                 | 42,744 s | 42,879 s                                 | 1:+0,145 s                               |
| 05    | Kristers Aparjods          | 42,895 s | 42,877 s                                 | 1:+0,294 s                               |
| 06    | Wolfgang Kindl             | 42,871 s | 43,036 s                                 | 1:+0,429 s                               |
| 07    | Timon Grancagnolo (U23)    | 42,917 s | 43,050 s                                 | 1:+0,489 s                               |
| 08    | David Nößler (U23)         | 42,958 s | 43,072 s                                 | 1:+0,552 s                               |
| 09    | Gints Bērziņš (U23)        | 43,046 s | 43,004 s                                 | 1:+0,572 s                               |
| 10    | Nico Gleirscher            | 42,989 s | 43,076 s                                 | 1:+0,587 s                               |
| 11    | Leon Felderer (U23)        | 43,186 s | 43,131 s                                 | 1:+0,839 s                               |
| 12    | Svante Kohala              | 43,135 s | 43,276 s                                 | 1:+0,933 s                               |
| 13    | Tucker West                | 43,094 s | 43,369 s                                 | 1:+0,985 s                               |
| 14    | Andrij Mandsij             | 43,218 s | 43,353 s                                 | 1:+1,093 s                               |
| 15    | Jonathan Eric Gustafson    | 43,357 s | 43,217 s                                 | 1:+1,096 s                               |
| 16    | Anton Dukatsch             | 43,432 s | 43,303 s                                 | 1:+1,257 s                               |
| 17    | Jozef Ninis                | 43,428 s | 43,366 s                                 | 1:+1,316 s                               |
| 18    | Mateusz Sochowicz          | 43,449 s | 43,413 s                                 | 1:+1,384 s                               |
| 19    | Marián Skupek (U23)        | 43,457 s | Nicht für den zweiten Lauf qualifiziert. | Nicht für den zweiten Lauf qualifiziert. |
| 20    | Jozef Hušla (U23)          | 43,607 s | Nicht für den zweiten Lauf qualifiziert. | Nicht für den zweiten Lauf qualifiziert. |
| 21    | Valentin Crețu             | 43,674 s | Nicht für den zweiten Lauf qualifiziert. | Nicht für den zweiten Lauf qualifiziert. |
| 22    | Eduard-Mihai Crăciun (U23) | 43,727 s | Nicht für den zweiten Lauf qualifiziert. | Nicht für den zweiten Lauf qualifiziert. |
| 23    | Lukas Gufler               | 43,742 s | Nicht für den zweiten Lauf qualifiziert. | Nicht für den zweiten Lauf qualifiziert. |
| 24    | Danylo Marzynowskyj (U23)  | 43,890 s | Nicht für den zweiten Lauf qualifiziert. | Nicht für den zweiten Lauf qualifiziert. |
| 25    | Michael Lejsek             | 44,052 s | Nicht für den zweiten Lauf qualifiziert. | Nicht für den zweiten Lauf qualifiziert. |
| 26    | Aihemaiti Alabati          | 44,248 s | Nicht für den zweiten Lauf qualifiziert. | Nicht für den zweiten Lauf qualifiziert. |
| 27    | Seiya Kobayashi (U23)      | 43,089 s | Nicht für den zweiten Lauf qualifiziert. | Nicht für den zweiten Lauf qualifiziert. |
| 28    | Dylan Morse (U23)          | 44,459 s | Nicht für den zweiten Lauf qualifiziert. | Nicht für den zweiten Lauf qualifiziert. |
| 29    | Alexander Michael Ferlazzo | 57,448 s | Nicht für den zweiten Lauf qualifiziert. | Nicht für den zweiten Lauf qualifiziert. |
| DNF   | Kaspars Rinks (U23)        | 43,407 s | DNF                                      |                                          |
| DNF   | Dominik Fischnaller        | 43,010 s | DNF                                      |                                          |

### Doppelsitzer der Frauen
| Platz | Sportlerinnen                                  | 1. Lauf  | 2. Lauf  | Zeit             |
| ----- | ---------------------------------------------- | -------- | -------- | ---------------- |
| 01    | Jessica Degenhardt / Cheyenne Rosenthal (U23)  | 38,823 s | 38,796 s | 1:17,619 Minuten |
| 02    | Selina Egle / Lara Kipp (U23)                  | 38,838 s | 38,907 s | 1:+0,126 s       |
| 03    | Andrea Vötter / Marion Oberhofer               | 38,889 s | 38,917 s | 1:+0,187 s       |
| 04    | Anda Upīte / Sanija Ozoliņa (U23)              | 39,061 s | 39,112 s | 1:+0,554 s       |
| 05    | Nadia Falkensteiner / Annalena Huber (U23)     | 39,211 s | 39,220 s | 1:+0,812 s       |
| 06    | Chevonne Forgan / Sophia Kirkby (U23)          | 39,252 s | 39,220 s | 1:+0,853 s       |
| 07    | Lisa Zimmermann / Dorothea Schwarz (U23)       | 39,260 s | 39,264 s | 1:+0,905 s       |
| 08    | Marta Robežniece / Kitija Bogdanova (U23)      | 39,336 s | 39,270 s | 1:+0,987 s       |
| 09    | Maya Chan / Reannyn Weiler (U23)               | 39,444 s | 39,352 s | 1:+1,177 s       |
| 10    | Viktorija Ziediņa / Selīna Zvilna (U23)        | 39,272 s | 39,554 s | 1:+1,207 s       |
| 11    | Olena Stezkiw / Oleksandra Moch                | 39,494 s | 39,606 s | 1:+1,481 s       |
| 12    | Annika Krause / Magdalena Matschina (U23)      | 39,663 s | 39,469 s | 1:+1,513 s       |
| 13    | Elisa-Marie Storch / Elia Reitmeier (U23)      | 39,689 s | 39,616 s | 1:+1,689 s       |
| 14    | Raluca Strămăturaru / Mihaela-Carmen Manolescu | 39,820 s | 39,842 s | 1:+2,043 s       |
| 15    | Natascha Chytrenko / Wiktorija Kowal (U23)     | 39,931 s | 39,846 s | 1:+2,158 s       |

### Doppelsitzer der Männer
| Platz | Sportler                                         | 1. Lauf  | 2. Lauf                                  | Zeit                                     |
| ----- | ------------------------------------------------ | -------- | ---------------------------------------- | ---------------------------------------- |
| 01    | Toni Eggert / Sascha Benecken                    | 41,730 s | 41,787 s                                 | 1:23,517 Minuten                         |
| 02    | Tobias Wendl / Tobias Arlt                       | 41,893 s | 41,795 s                                 | 1:+0,171 s                               |
| 03    | Yannick Müller / Armin Frauscher                 | 41,839 s | 41,870 s                                 | 1:+0,192 s                               |
| 04    | Thomas Steu / Lorenz Koller                      | 41,930 s | 41,870 s                                 | 1:+0,192 s                               |
| 05    | Mārtiņš Bots / Roberts Plūme                     | 41,975 s | 42,027 s                                 | 1:+0,485 s                               |
| 06    | Emanuel Rieder / Simon Kainzwaldner              | 42,120 s | 42,043 s                                 | 1:+0,573 s                               |
| 07    | Zachary DiGregorio / Sean Hollander (U23)        | 42,120 s | 42,012 s                                 | 1:+0,615 s                               |
| 08    | Juri Gatt / Riccardo Schöpf (U23)                | 42,121 s | 42,156 s                                 | 1:+0,760 s                               |
| 09    | Hannes Orlamünder / Paul Gubitz                  | 42,133 s | 42,185 s                                 | 1:+0,801 s                               |
| 10    | Ludwig Rieder / Patrick Rastner                  | 42,096 s | 42,308 s                                 | 1:+0,887 s                               |
| 11    | Wojciech Chmielewski / Jakub Kowalewski          | 42,216 s | 42,284 s                                 | 1:+0,983 s                               |
| 12    | Eduards Ševics-Mikeļševics / Lūkass Krasts (U23) | 42,194 s | 42,562 s                                 | 1:+1,239 s                               |
| 13    | Devin Wardrope / Cole Anthony Zajanski (U23)     | 42,579 s | 42,956 s                                 | 1:+2,018 s                               |
| 14    | Filip Vejdělek / Zdeněk Pěkný                    | 42,052 s | 42,894 s                                 | 1:+2,429 s                               |
| 15    | Ihor Hoj / Rostyslaw Lewkowytsch                 | 43,248 s | 43,363 s                                 | 1:+3,094 s                               |
| 16    | Tudor-Ștefan Handaric / Sebastian Motzca (U23)   | 43,188 s | 43,657 s                                 | 1:+3,328 s                               |
| 17    | Wadym Mykyjewytsch / Bohdan Babura (U23)         | 43,556 s | 43,476 s                                 | 1:+3,515 s                               |
| 18    | Tomáš Vaverčák / Matej Zmij                      | 42,382 s | 54,014 s                                 | +12,879 s                                |
| 19    | Huang Yebo / Peng Junyue                         | 43,828 s | Nicht für den zweiten Lauf qualifiziert. | Nicht für den zweiten Lauf qualifiziert. |
| 20    | Saikeyi Jubayi / Shuo Hou (U23)                  | 44,010 s | Nicht für den zweiten Lauf qualifiziert. | Nicht für den zweiten Lauf qualifiziert. |

### Teamstaffel

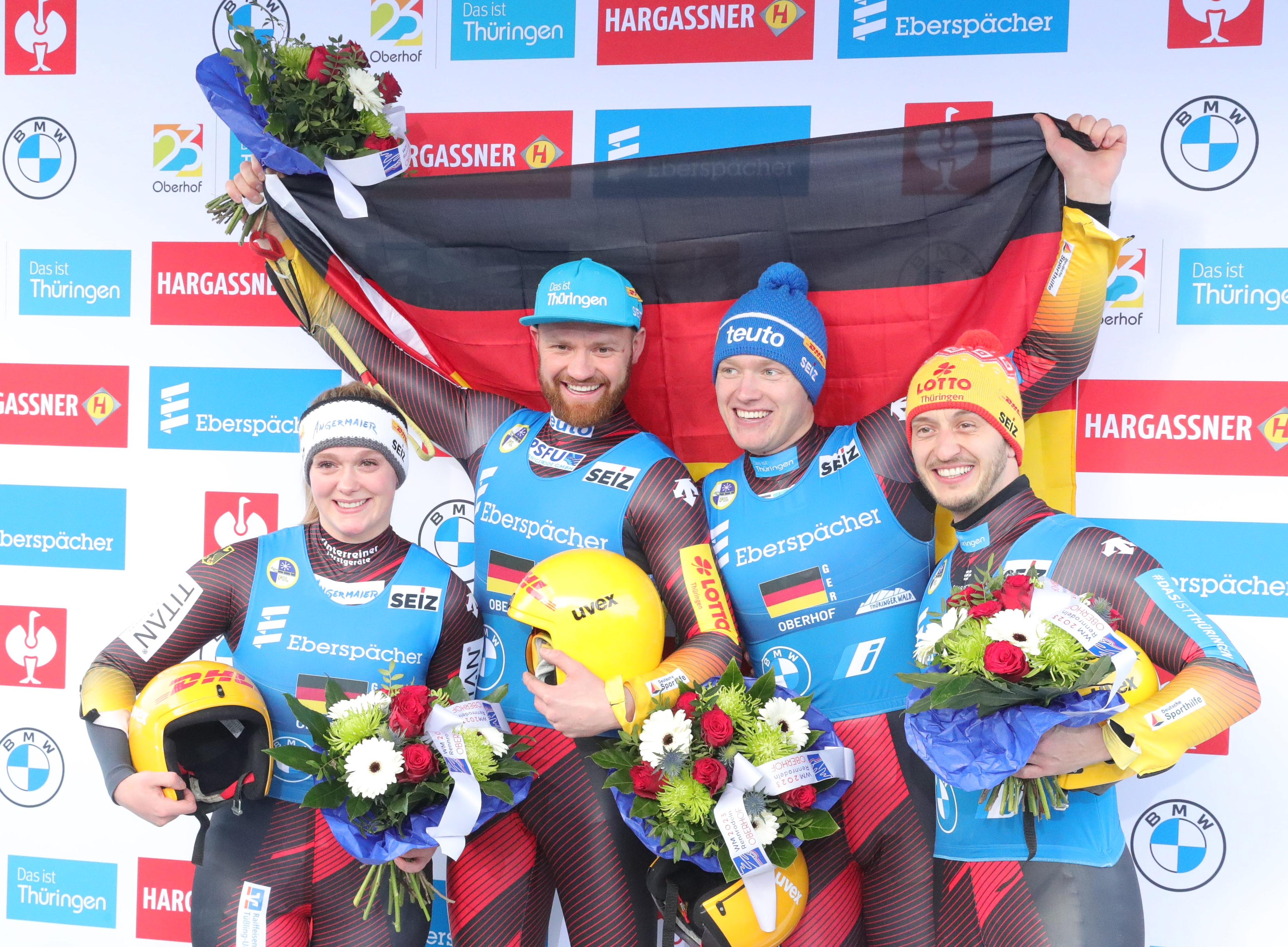
Teamstaffel Deutschland

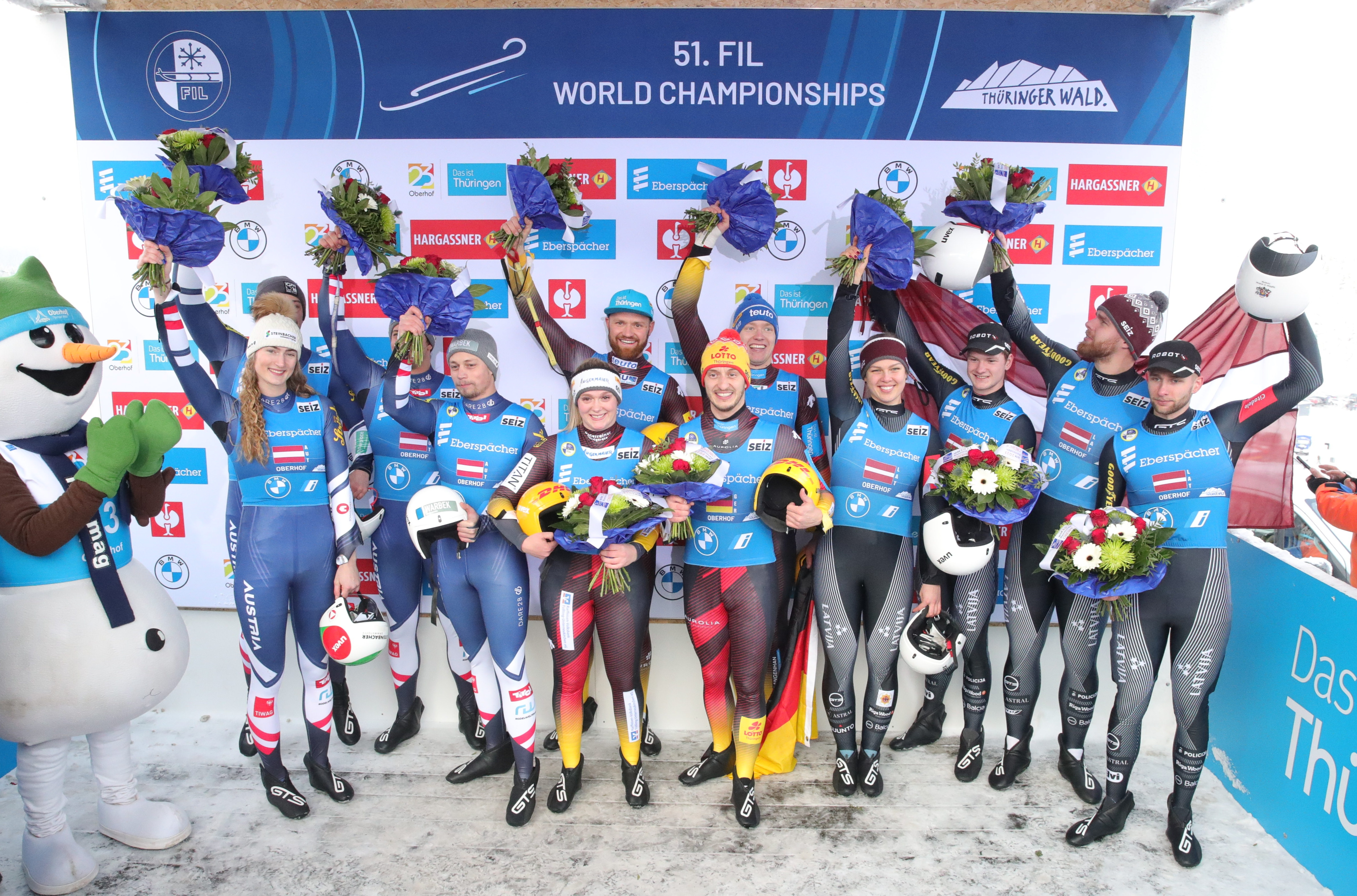
Podium

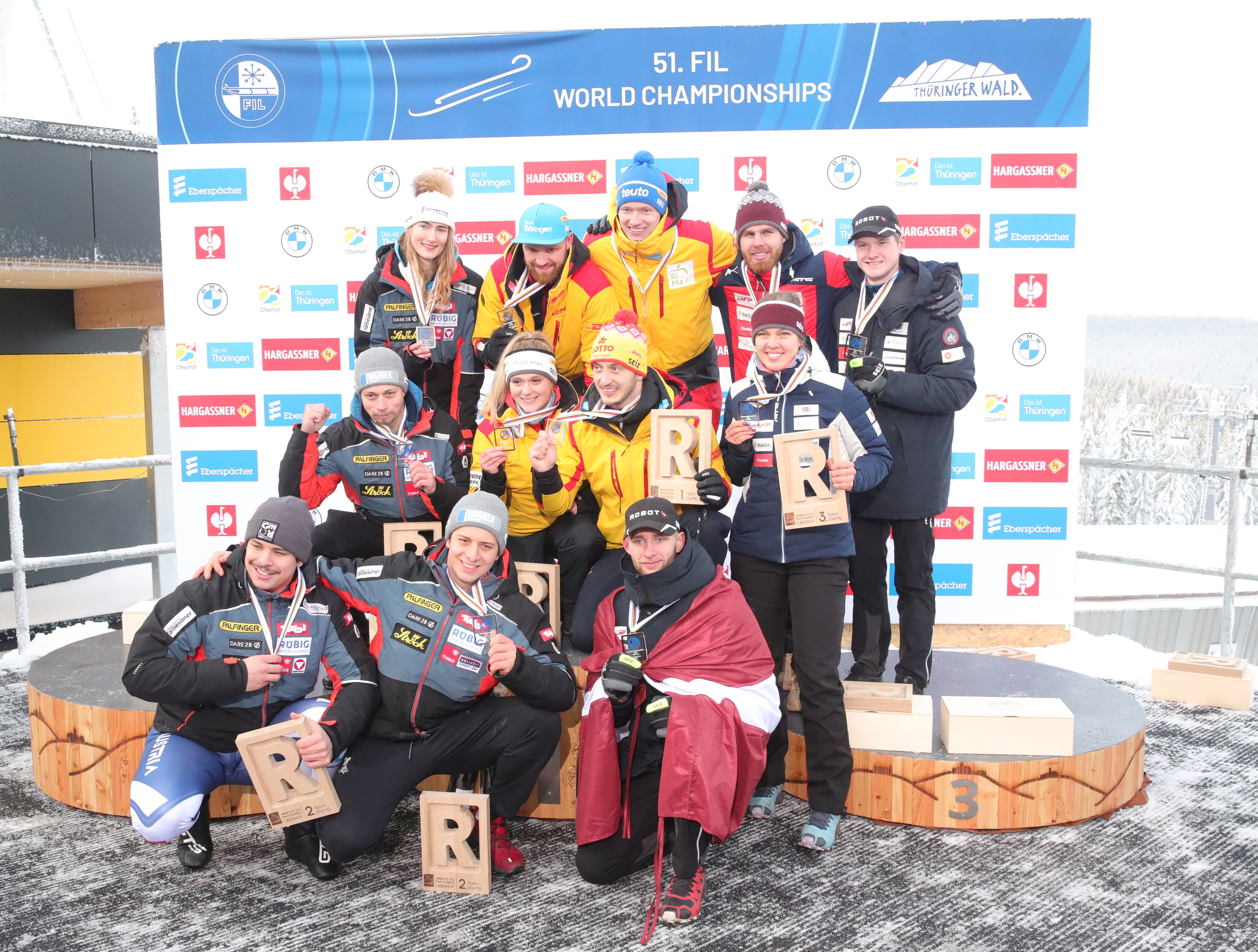
Podium

| Platz | Sportler                                                                            | Zeit                                                                       |
| ----- | ----------------------------------------------------------------------------------- | -------------------------------------------------------------------------- |
| 1     | DeutschlandAnna Berreiter Max Langenhan Toni Eggert / Sascha Benecken               | 2:22,266 Minuten                                                           |
| 2     | ÖsterreichMadeleine Egle Jonas Müller Yannick Müller / Armin Frauscher              | 1:+0,023 s                                                                 |
| 3     | LettlandKendija Aparjode Kristers Aparjods Mārtiņš Bots / Roberts Plūme             | 1:+0,400 s                                                                 |
| 4     | ItalienAndrea Vötter Dominik Fischnaller Emanuel Rieder / Simon Kainzwaldner        | 1:+0,735 s                                                                 |
| 5     | Vereinigte StaatenSummer Britcher Tucker West Zachary DiGregorio / Sean Hollander   | 1:+0,963 s                                                                 |
| 6     | PolenKlaudia Domaradzka Mateusz Sochowicz Wojciech Chmielewski / Jakub Kowalewski   | 1:+2,297 s                                                                 |
| 7     | SlowakeiKatarína Šimoňáková Jozef Ninis Tomáš Vaverčák / Matej Zmij                 | 1:+2,611 s                                                                 |
| 8     | UkraineJulianna Tunyzka Andrij Mandsij Ihor Hoj / Rostyslaw Lewkowytsch             | 1:+2,990 s                                                                 |
| 9     | RumänienRaluca Strămăturaru Valentin Crețu Tudor-Ștefan Handaric / Sebastian Motzca | 1:+3,626 s                                                                 |
| 10    | KanadaTrinity Ellis Dylan Morse Devin Wardrope / Cole Anthony Zajanski              | +13,873 s                                                                  |
| DSQ   | Volksrepublik ChinaWang Peixuan Aihemaiti Alabati Huang Yebo / Peng Junyue          | Disqualifikation (Wang Peixuan verpasste das Touchpad zur Staffelübergabe) |

## Medaillenspiegel
| Platz  | Land        |   |   |   |    |
| ------ | ----------- | - | - | - | -- |
| 1      | Deutschland | 8 | 5 | 3 | 16 |
| 2      | Österreich  | 1 | 4 | 3 | 8  |
| 3      | Italien     | 0 | 0 | 2 | 2  |
| 4      | Lettland    | 0 | 0 | 1 | 1  |
| Gesamt | Gesamt      | 9 | 9 | 9 | 27 |

Für die Rennen in der klassischen Disziplin (Einsitzer der Frauen und Männer sowie Doppelsitzer der Frauen und Männer) wurde zudem eine U23-Weltmeisterschaftswertung durchgeführt.
| Platz  | Land               |   |   |   |    |
| ------ | ------------------ | - | - | - | -- |
| 1      | Deutschland        | 3 | 1 | 0 | 4  |
| 2      | Vereinigte Staaten | 1 | 0 | 0 | 1  |
| 3      | Österreich         | 0 | 3 | 1 | 4  |
| 3      | Lettland           | 0 | 0 | 3 | 3  |
| Gesamt | Gesamt             | 4 | 4 | 4 | 12 |